# 鐵娘子樂團
鐵娘子（英語：Iron Maiden，或譯為鐵處女）是一個出身於英國東倫敦的重金屬樂團，由原吉普賽之吻與微笑者的貝斯手史提夫·哈里斯於1975年成立。截至2015年已發行16張錄音室專輯、11張現場專輯、4張迷你專輯和7張精選輯。
身爲英國重金屬新浪潮的先驅，鐵娘子在80年代早期開始取得商業上的成功。經過多次陣容的調整，該團發行了有多張專輯且獲得英國與美國的白金或黃金唱片認證。其中包括1982年的《獸名數目》、1983年的《殘破心神》、1984年的《力量之奴》、1985年的現場專輯《死後復生》、1986年的《似曾相識》與1988年的《生生不息》。自1999年主唱布魯斯·迪金森和吉他手艾德里安·史密斯回歸，樂團的人氣復甦。2010年發行專輯《終極邊境》在28個國家的唱片排行榜奪冠，獲得廣泛好評。2015年9月4日發行第16張錄音室專輯《靈書》。
在缺乏主流或電台支持的情況下，鐵娘子仍成為重金屬樂界最成功與最具影響力的樂團之一，根據英國《觀察家報》在2015年的報告，該樂團在全世界已經累積銷售九千萬張唱片。2002年獲得「艾佛·諾維洛獎」國際成就獎。截至2013年10月，他們在過去35年間完成超過兩千場公開演出。他們是世界上首先擁有私人巡演廣體客機、並由成員擔任機長駕駛的樂團。

## 歷史

### 成立初期（1975－1978年）

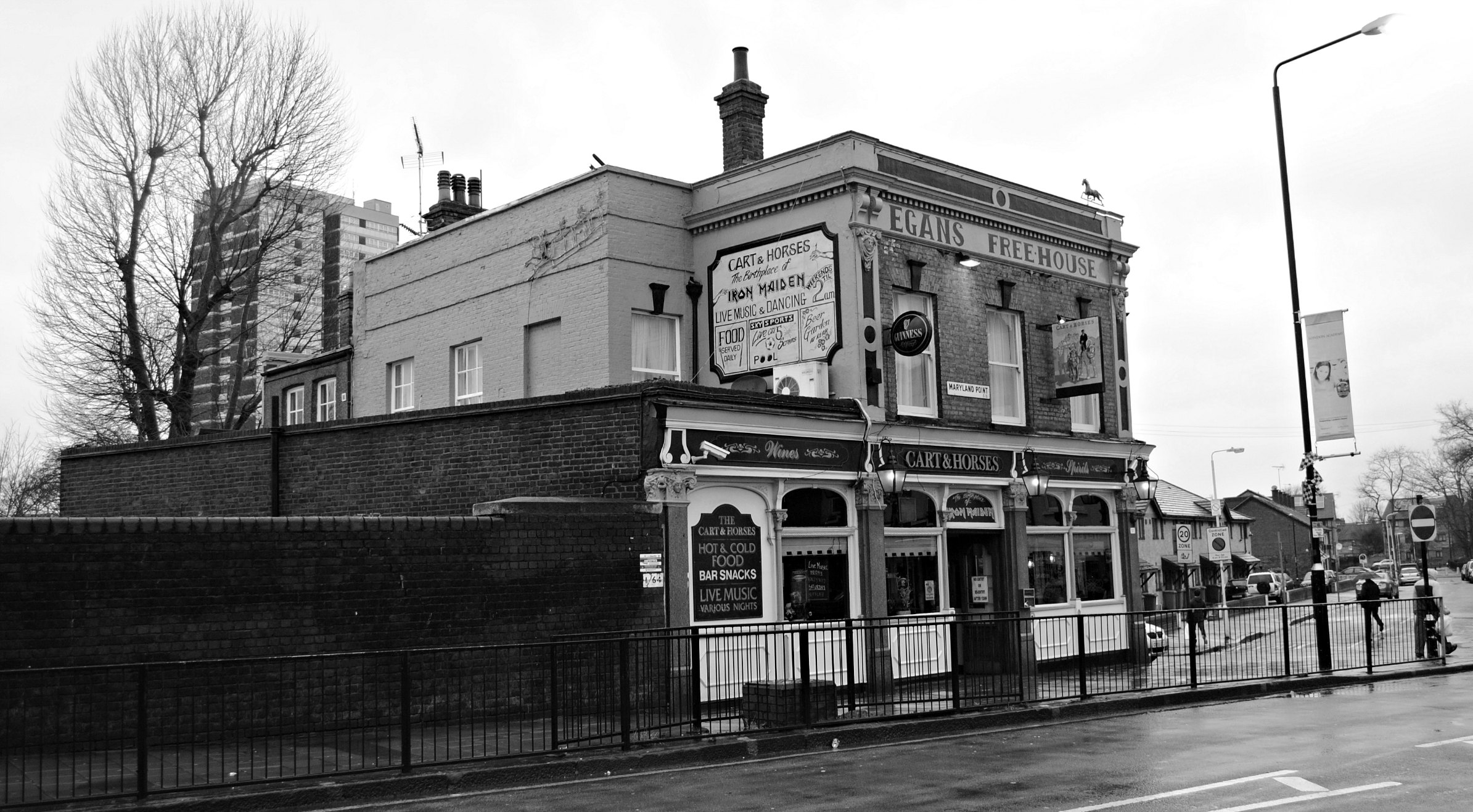
1976年，鐵娘子在倫敦東區的車馬俱樂部首次亮相。

1975年聖誕節，剛離開微笑者的史提夫·哈里斯成立了鐵娘子樂團。哈里斯命名該樂團的靈感來自於當時他剛看過的一部電影《鐵面人》，該電影改編自大仲馬的著作《布拉熱洛納子爵》，因此他就以中世紀刑具鐵娘子來命名。鐵娘子的創始團員共有5位，貝斯手：史提夫·哈里斯、主唱：保羅·戴、鼓手：羅恩·馬休、雙吉他手：泰瑞·蘭斯和戴夫·蘇利文。1976年5月1日，經過5個月的排練，樂團在倫敦的車馬俱樂部首次登台演出，之後在聖尼古拉大廳演出。
然而，樂團的創始陣容並未維持太久，在70年代曾有12種不同的組合。最先離開的是主唱保羅·戴，他因「在舞台上缺乏能量與魅力」而遭開除。丹尼斯·威爾科克成為第二任主唱，他是吻的樂迷，所以會在演唱會的現場玩火、塗濃妝及玩弄假血液。威爾科克的朋友戴夫·莫瑞受邀加入後，另外兩位吉他手泰瑞·蘭斯和戴夫·蘇利文接著也離開。這造成了哈里斯在1976年將樂團暫時解散，但是沒多久又合而為一，而此時莫瑞是唯一的吉他手。此後，哈里斯和莫瑞成為參與所有鐵娘子專輯錄製的元老團員。

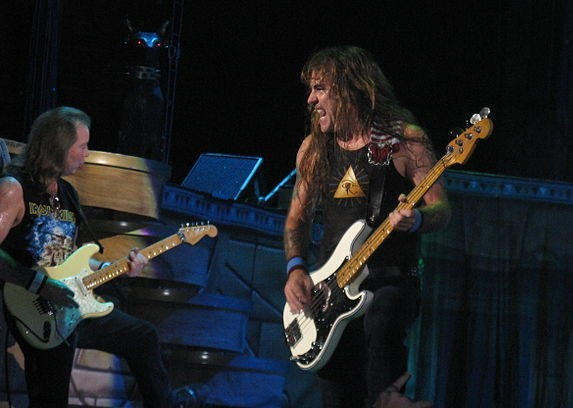
史提夫·哈里斯和戴夫·莫瑞，他們兩人是參與所有鐵娘子專輯錄製的元老團員。

1977年，鐵娘子又招募一位吉他手鮑伯·索耶，但他因為經常在台上用牙齒彈吉他而遭開除。成員的衝突情形也再度發生：吉他手莫瑞與主唱威爾科克之間意見不合，導致哈里斯將莫瑞開除；另外他也開除了鼓手羅恩·馬休。11月，新成員加入陣容：鍵盤手東尼·莫爾、吉他手泰瑞·瓦普藍與鼓手貝利·柏基斯。樂團在景寧鎮的橋屋進行演出，但表現非常糟糕，於是貝利·柏基斯遭開除，鼓手換成道格·桑普森。因為哈里斯覺得鍵盤樂器不適合鐵娘子，所以鍵盤手東尼·莫爾也遭開除。幾個月後，主唱威爾科克因不滿樂團決策而退出，戴夫·莫瑞則回到樂團裡。由於莫瑞喜歡擔任主奏吉他，不認同此決策的泰瑞·瓦普藍也遭開除。
樂團至此只剩下史提夫·哈里斯、戴夫·莫瑞和道格·桑普森三人，他們花了半年多的時間排練並尋覓新主唱。1978年11月，樂團在萊頓斯通的紅獅酒吧遇上保羅·迪安諾；成員們驚豔於他的歌聲，隨後他成為了第三任主唱。史提夫·哈里斯曾說：「保羅的聲音有種特質，有點刺耳，或者隨便你怎麼形容，反正這使他的聲音有很大優勢」。此時，戴夫·莫瑞又是唯一的吉他手。史提夫·哈里斯說：「戴夫是個絕佳的樂手，他可以自己一個人弄出一大堆超棒的樂句。我一直想要找第二個人來組成雙吉他編制，但真的很難找到配得上戴夫的人」。

### 唱片合約與早期作品（1978－1981年）

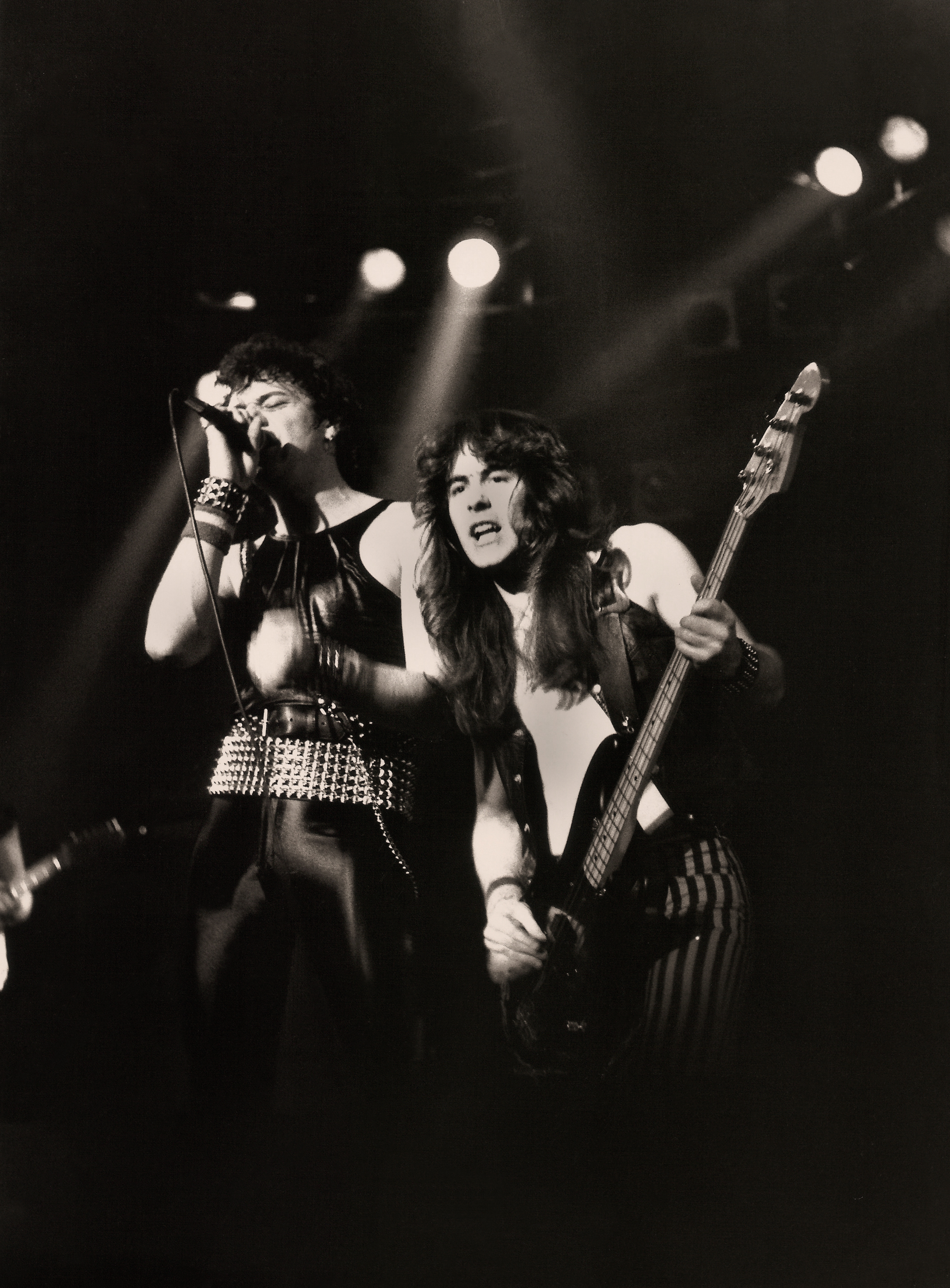
1980年的保羅·迪安諾和史提夫·哈里斯。他們正在替猶大祭司的不列顛鋼片之旅演唱會暖場。

在1978年初，已經成立三年的鐵娘子開始錄製第一張試聽帶，團員在劍橋的宇宙空間錄音室錄了四首樂曲，寄望這張作品能幫助他們獲得更多的演出機會。鐵娘子首先把成品寄給尼爾·凱，他是倫敦「音樂屋」知名的重金屬DJ，也是後來形成「英國重金屬新浪潮」的重要推手之一。尼爾·凱聽過試聽帶後，開始在「音樂屋」固定播放。其中一曲〈徘徊者〉受到現場觀眾喜愛，在票選中登上「尼爾·凱之重金屬音樂排行榜」第一名，也就是刊登在《聲響》雜誌上、當時英國音樂圈著名的百強週榜。試聽帶副本也寄給羅德·史墨伍德，他隨即成為鐵娘子的經紀人。樂團藉此提升了知名度，並獲得EMI集團的青睞。11月9日，鐵娘子將這卷試聽帶取名為《音樂屋錄音帶》發行。因樂團對〈奇異世界〉的製作成效不滿意，它只收錄了三首樂曲。全部五千卷拷貝在一個月內銷售一空。
1979年12月，鐵娘子正式獲得EMI集團的唱片合約。樂團曾邀請戴夫·莫瑞的童年好友艾德里安·史密斯加入，但史密斯正忙著於自己的頑童而回絕了。之後找到了丹尼斯·斯特拉頓加入，擔任第二吉他手。不久後，鼓手道格·桑普森因健康問題退出。在斯特拉頓的引介下，遺缺由前參孫鼓手克萊夫·伯爾遞補。1980年，EMI集團為了測試市場反應而發行合輯《給媽媽聽的重金屬》，裡面收錄了「英國重金屬新浪潮」中幾個樂團的作品，以及鐵娘子的〈聖殿〉和〈怒童〉兩曲。發行後獲得成功銷量，同時舉行了近三十支樂團的聯合宣傳巡演：給媽媽聽的重金屬之旅。這張合輯最終掀起著名的「英國重金屬新浪潮」，金屬樂瞬間成為歐美各大唱片公司和媒體追逐的對象，並使鐵娘子成為該音樂運動的領導樂團之一。
1980年，鐵娘子成為繼何許人之後，第二組在指標性節目「流行之巔」演出完整演唱會的樂團。4月14日，在史提夫·哈里斯的創作主導下，鐵娘子發行首張錄音室專輯《鐵娘子》，登上英國專輯排行榜第4名。除登上MTV首播的主打歌〈鐵娘子〉外，也收錄了〈自由奔跑〉、〈飛越萬年〉和〈歌劇魅影〉等日後成為經典的樂曲（〈聖殿〉在英國的首發版本中並未出現，但是有收錄在美國發行的版本以及之後的再發行版本）。同時，樂團展開巡演：鐵娘子之旅。期間也擔任吻的揭密之旅、和猶大祭司的不列顛鋼片之旅巡演暖場團，足跡遠至義大利、德國、比利時、法國、荷蘭、瑞典、丹麥、挪威，累積觀眾數達三十五萬人。此時，因創造力與個性上的分歧，丹尼斯·斯特拉頓遭開除。10月，已解散頑童的艾德里安·史密斯加入。
1981年2月2日，發行第二張錄音室專輯《殺手》，登上專輯榜第12名。這張專輯收錄許多已完成的舊作，因此只有〈浪子回頭〉與〈莫爾格街兇殺案〉是新歌。後者的曲名靈感來自愛倫·坡的同名短篇小說。因樂團對首張專輯的製作人非常不滿意，這次改與經驗豐富的知名製作人馬丁·伯奇合作，他將持續參與鐵娘子之後十張專輯的製作，直到1992年退休為止。專輯發行後，展開第二次、也是生涯首次的世界巡演：殺手之旅，成為英國當地的頭條新聞。這次巡迴也包括在美國的首場演出，分別為猶大祭司與幽浮開場。

### 獲得成功（1981－1985年）

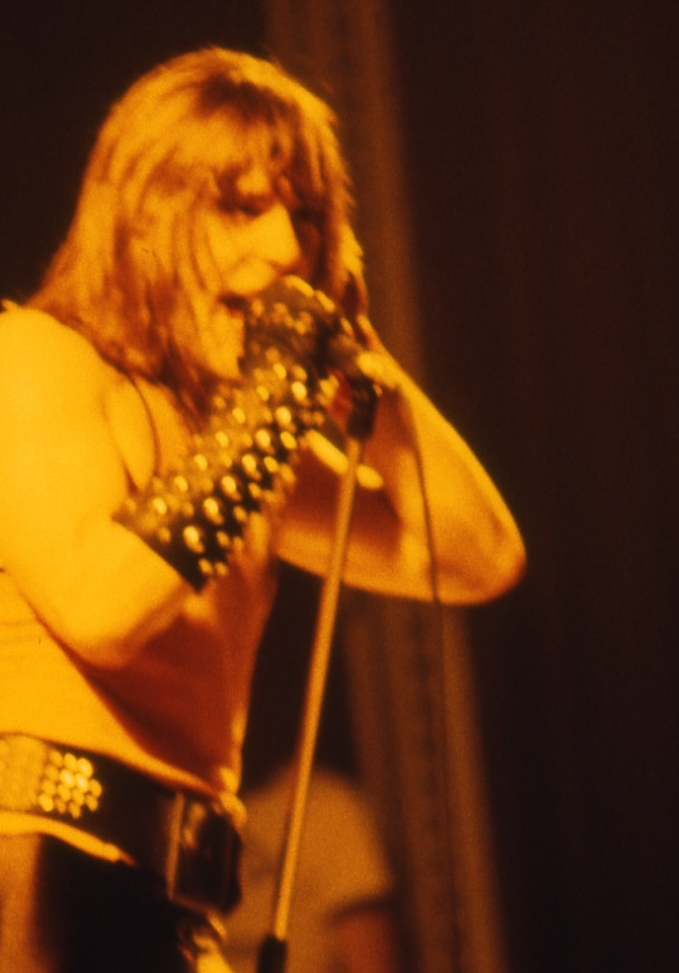
第四任主唱布魯斯·迪金森。

自1981年起，保羅·迪安諾的自我毀滅行為越來越頻繁，尤其是吸食古柯鹼和酗酒。他後來坦承：「我不是只有吸一點古柯鹼，而是每天二十四小時都不停的在吸...樂團對我的承諾過了幾個月、幾年都沒達成，我知道我沒法完成巡迴，行程太多了」。他的演出開始每況愈下，在殺手之旅後就遭開除。樂團立即著手尋找新的主唱。
在雷丁音樂節與經紀人開會後，1981年9月，前參孫的主唱布魯斯·迪金森試音後加入鐵娘子。他隨後與樂團進行一個小型的巡迴演唱會，包括義大利。在某些場次，他們特別演唱了幾首即將發行的專輯新曲：〈被詛咒的孩子們〉、〈金合歡22街〉，向樂迷推介他們正在進行的樂風走向。
1982年3月22日，發行第三張錄音室專輯《獸名數目》，登上英國專輯榜第1名，同時在奧地利、荷蘭、瑞典登上排行榜前十名，在美國也獲得白金唱片的百萬銷量認證。儘管迪金森貢獻了新曲〈被詛咒的孩子們〉、〈密諜〉和〈亡命山丘〉的創作，但當時仍存在參孫的合約效力，因此他的名字無法列入詞曲創作者中。之後他們進行了第二次世界巡迴演唱會：野獸大道之旅，足跡包括美國、加拿大、日本與澳大利亞等國家，包括雷丁音樂節。此時《紐約時報》報導，《獸名數目》已在全球賣出一千四百萬張，鐵娘子躋身為國際知名樂團。然而，野獸大道之旅在美國引起了爭議。因為新專輯同名歌曲的關係，樂團的演出遭到社會保守團體抗議阻撓而告吹，他們宣稱鐵娘子是魔鬼、撒旦教教徒。另一批基督教行動主義團體也公開燒毀鐵娘子的（同時還有奧茲·奧斯本的）專輯以示抗議。
1982年12月，克萊夫·伯爾因個人以及演唱會行程安排的問題而離團，他的位子由前信任鼓手尼可·麥布萊恩遞補。儘管哈里斯表示開除的原因是「分心於其他樂團外的活動」，但伯爾不同意這點，認為把他開除是不公平的。樂團隨後到巴哈馬的羅盤點錄音室製作新專輯。1983年5月16日，發行第四張錄音室專輯《殘破心神》，登上英國專輯榜第3名、美國告示牌200大專輯榜第14名。《殘破心神》收錄的樂曲〈騎兵〉和〈伊卡洛斯的飛行〉，不但登上單曲榜的高位，也在美國的各大電台上熱播。
在世界和平之旅中，樂團公開演出新曲〈午夜兩分前〉、〈王牌飛行員〉和〈老水手之歌〉，收錄在第五張錄音室專輯《力量之奴》。長達13分半鐘的長篇敘事曲〈老水手之歌〉，是取材自18世紀英國詩人塞繆爾·泰勒·柯勒律治的同名詩。〈回到村莊〉是先前熱門曲〈密諜〉的續篇，一樣是取材自派屈克·麥高漢主演的電視影集《密諜》。
1984年8月，鐵娘子展開《力量之奴》的世界宣傳巡迴：奴役世界之旅，這次他們在一年內遊歷了二十八個國家，最終完成了近兩百場表演，是該團至目前為止規模最大的巡迴演唱會，也將是史上最大型的世界巡演之一，估計共吸引三百五十萬人觀看。許多演出場次是在同個城市裡一場接一場表演，像是在加州長灘就連續演出了四場。而長灘也是隨後發行的現場演唱會專輯《死後復生》主要錄音現場，它登上英國專輯榜第2名，成為鐵娘子的關鍵里程碑，以及商業成功的代表之一。
樂團也首次登陸南美洲，他們與皇后樂團在巴西的里約搖滾音樂節上聯名壓軸。據估計，他們出場時舞台下聚集了三十萬人。為了宣傳這張經典作品，這次巡迴演唱會使他們累垮了，以致於整個行程結束之後全團休息了四個月之久（雖然他們原本預計要休息半年），並取消了現場專輯《死後復生》的宣傳和巡迴。這是樂團歷史上的第一個重大突破，當時就連國際巨星樂團也很少會巡迴超過一百場，規模之大歷史罕見。布魯斯·迪金森更是不堪負荷，曾揚言再不結束巡迴就要退出。

### 音樂實驗（1986－1989年）
在他們結束休息計畫後，1986年9月29日發行第六張錄音室專輯《似曾相識》，登上英國專輯榜第3名、美國告示牌第11名。雖然專輯主題大致圍繞著時間旅行，但是這並不是一張概念專輯。另一個特點是，他們首次使用合成的貝斯與吉他，以加強音樂結構與層次。艾德里安·史密斯說：「我們想搞點新玩意，所以用了吉他合成器，我寫的〈異鄉異客〉和〈蹉跎歲月〉效果都不錯」。雖然與鐵娘子的原有風格有所差異，但是它在歐美市場的成績相當出色，單曲〈蹉跎歲月〉的銷量也十分亮眼。此外，這次沒有收錄主唱布魯斯·迪金森的創作，他的素材在製作時遭到摒棄。當時迪金森投注了部分心力在個人的音樂。此前，吉他手艾德里安·史密斯都是和迪金森一起創作，這回他開始自己寫歌，包括〈異鄉異客〉、〈瘋狂海洋〉和〈蹉跎歲月〉。
明顯的實驗繼續出現在下一張專輯《生生不息》，這次就成為一張典型的概念專輯了，故事主題圍繞在一個擁有千里眼能力的小孩，取材自美國作家歐森·史考特·卡德的小說《第七個兒子》。這也是樂團首次在錄音時使用鍵盤樂器，由兩位吉他手操作。與前一張專輯的吉他合成器形成對比，樂評們認為這樣的專輯較易受市場接受。而這次採用了多首布魯斯·迪金森創作的曲目。它依然取得巨大的成功，是鐵娘子第二張登上英國專輯榜冠軍的專輯。但是跟前四張相比，這張在美國的銷量只拿到金唱片認證。
這次巡演命名為第七次之旅，期間在搖滾怪獸音樂節的演出中聚集超過十萬人，打破該音樂節的最高紀錄。該屆音樂節上的樂團還有大衛·李·羅斯、吻、麥加帝斯、槍與玫瑰和萬聖節。然而，那次音樂節發生悲劇，在槍與玫瑰演出時，有兩名樂迷在衝撞中死亡，因此次年該音樂節取消舉辦。冬季的巡演尾聲選在英國，11月27至28日在伯明罕國家展覽中心的演出實況，後來發行為影像作品《英格蘭娘子》。在這次巡演中，加入了固定支援演唱會的鍵盤手麥可·肯尼。此前他曾經幫鐵娘子在演出現場彈奏鍵盤。直到2000年之前的四張錄音室專輯，也都是由他接手鍵盤錄製，原本這項工作是史提夫·哈里斯負責的。

### 陣容動盪（1989－1994年）

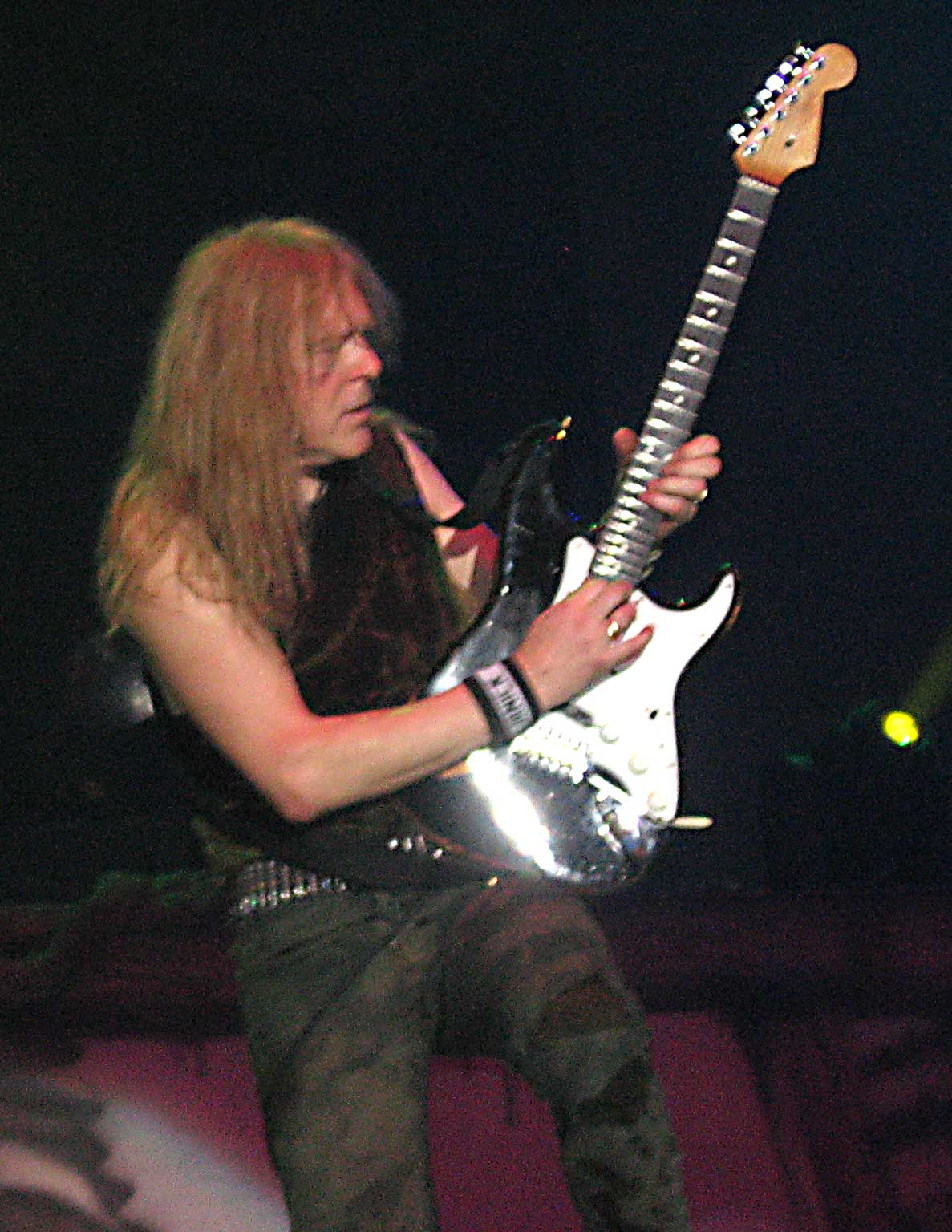
吉他手傑尼克·熱爾。

1989年，在與其他鐵娘子成員忙完巡迴演唱會後，吉他手艾德里安·史密斯與他自己的個人樂團發行專輯《銀與金》。1990年，主唱布魯斯·迪金森開始了個人音樂活動，與前吉蘭的吉他手傑尼克·熱爾合作，發行他的第一張個人專輯《刺青的百萬富翁》，還展開了個人巡演。同時，為紀念首次做出音樂作品的十周年紀念，鐵娘子發行合輯《第一個十年》，收錄了十片光碟及兩片黑膠唱片。合輯在1990年2月24日與到4月29日期間分批發行，每批收錄兩首單曲，包括原始版本中的B面曲。
此後不久，鐵娘子在新的錄音室集合工作。在前期製作時，吉他手艾德里安·史密斯由於不認同樂團對音樂風格的「精簡」決策、與史提夫·哈里斯產生摩擦而離團。樂團找來布魯斯·迪金森個人專輯中的吉他手傑尼克·熱爾來取代史密斯，成為七年來的第一位新團員。1990年10月1日，發行第八張錄音室專輯《死之華》，其中收錄的翻唱曲〈帶你女兒去屠宰場〉是樂團首次奪下英國單曲排行榜冠軍的作品。它原先是布魯斯·迪金森為動畫電影《半夜鬼上床：猛鬼怪胎》創作的配樂，但史提夫·哈里斯很喜歡它，於是鐵娘子便重新錄製了這次意外奪冠的版本。
在完成新專輯宣傳巡迴無人祈禱之旅並結束休息計畫後，樂團展開新的製作。1992年5月11日，發行第九張錄音室專輯《暗夜之懼》，這張專輯使樂團第三度在英國專輯榜奪冠。其中收錄後來在演唱會歌單上常見的經典曲〈暗夜之懼〉、登上單曲榜第2名的〈致命快感〉，以及第21名的〈地獄永存〉。這張專輯有許多傑尼克·熱爾的創作，而哈里斯和狄金森之間沒有合作曲。樂團隨即展開暗夜恐懼之旅，包括首次南美洲巡迴，但智利的行程因為遭天主教團體投訴而取消。樂團也在搖滾怪獸音樂節中擔任壓軸、巡迴七個歐洲國家。其中在多靈頓公園賽道的演出實況，後來發行為現場專輯《多靈頓現場》，曲目〈自由奔跑〉的特別嘉賓是兩年前負氣離團的吉他手艾德里安·史密斯。
1993年，布魯斯·迪金森為了進一步發展個人的事業而離團。不過，他同意留任到真實人生之旅巡迴結束及完成兩張演唱會專輯（後來合併成一套發行）後再離開。3月22日發行《真實人生》，收錄1986年至1992年的歌曲。10月18日發行《真實死亡》，收錄1975年至1984年的歌曲。然而，真實人生之旅並不順利，史提夫·哈里斯聲稱布魯斯·迪金森有幾次沒有好好唱歌，對著麥可風自言自语。迪金森否認這項指控，他表示「氛圍不適合的話，我也不可能像個笑臉先生」，他也說「自從我計畫離開後，樂團在巡迴期間的氣氛就一直很差」。他與鐵娘子在1993年8月28日做最後一場共同演出，這場表演由英國廣播公司拍攝播出，並發行為錄影帶《大吵大鬧》。

### 新主唱接替（1994－1999年）

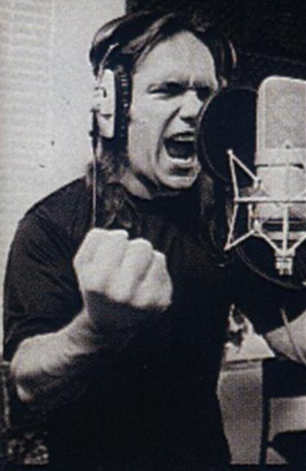
第五任主唱布雷斯·貝利。

迪金森離開後，鐵娘子試聽了幾百卷候選人的歌聲音源，包括知名歌手與沒沒無聞的素人。最後在1994年，他們選擇曾替鐵娘子暖場的狼毒草前成員布雷斯·貝利，因為哈里斯很看好他。貝利與前任主唱有著全然不同的風格，所以在樂迷之間的評價是毀譽參半。
樂團在長達兩年的沉寂後（若算進錄音室作品的間隔則是三年），於1995年10月2日發行第十張錄音室專輯《未知數》，登上英國專輯榜第8名。它在德國和法國贏得「年度專輯獎」。它收錄長11分鐘的史詩曲〈十字聖號〉、靈感來自電影《怒火風暴》的〈不安的人〉，以及取材自小說《蒼蠅王》的〈蒼蠅王〉。這張專輯和前九張的風格比起來較為黑暗，因為主要詞曲作者史提夫·哈里斯正經歷離婚以及父親的去世，在專輯中有許多地方反映了他內心的感受。1995年至1996年間，樂團進行了未知之旅世界巡迴演唱會，首次在以色列和南非表演。樂團演奏了新曲〈病毒〉，它的歌詞攻擊了一些樂評和記者，因為他們最近散播鐵娘子將要解散的謠言。
巡迴結束後，樂團回到錄音室展開新製作。1998年3月23日，發行第十一張錄音室專輯《虛擬十一》，該專輯在排行榜的名次相比之下較低，在英國專輯榜上位居第16名，在鐵娘子的團史上是首次全球銷售量低於一百萬張。同時，哈里斯協助重製樂團的所有唱片，包括《多靈頓現場》。
1999年1月在雙方同意之下，貝利離開鐵娘子。原因是貝利在虛擬十一之旅期間聲音出現問題。吉他手傑尼克·熱爾後來表示，有一部分其實是樂團的錯，因為逼他唱太多超出自身音域的歌曲了。

### 迪金森和史密斯的回歸（1999－2002年）

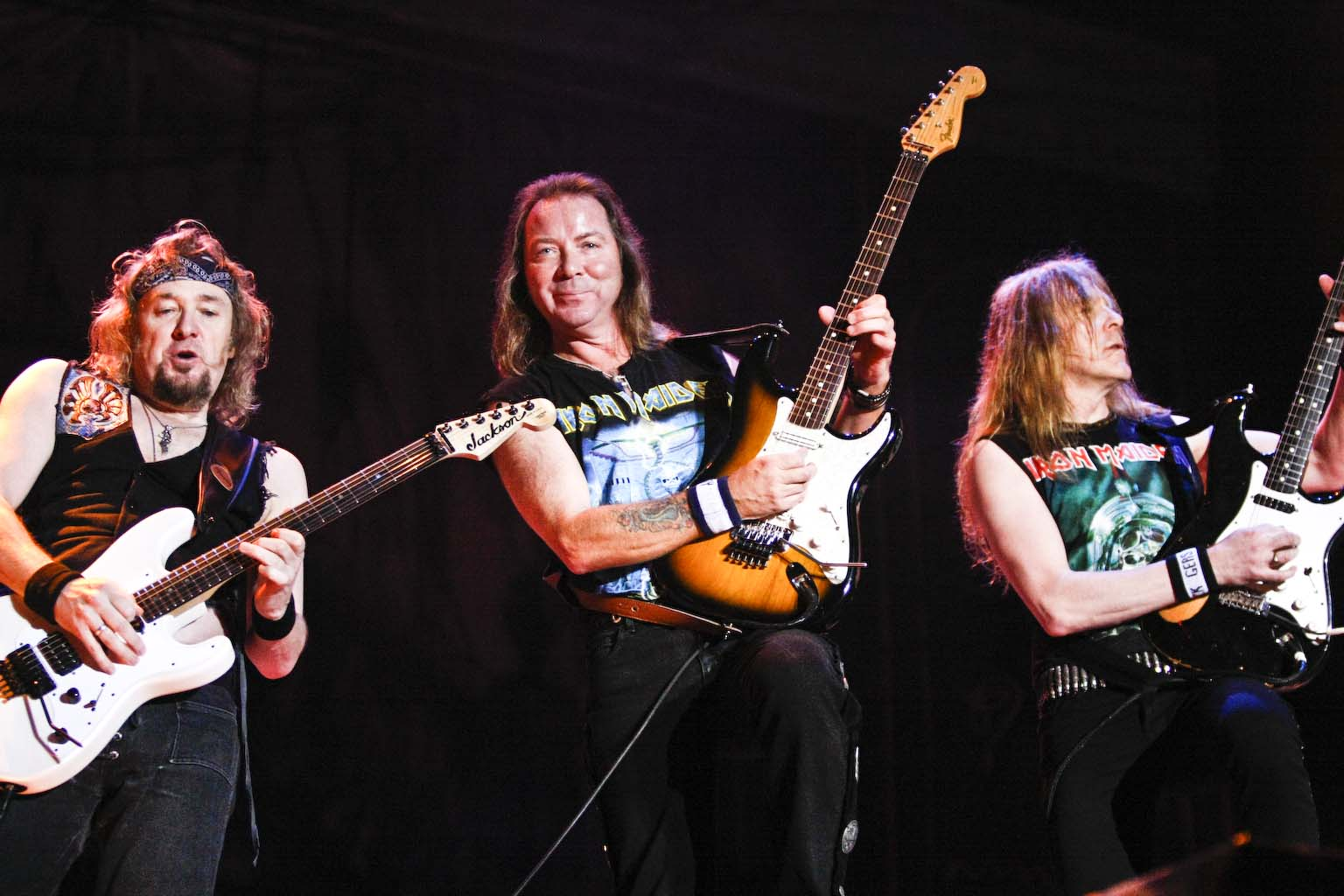
艾德里安·史密斯在1999年回歸後，鐵娘子成為三吉他編制。

當樂團考慮找人接替主唱遺缺時，經紀人羅德·史墨伍德說服史提夫·哈里斯邀請布魯斯·迪金森回歸。後來哈里斯坦承「一開始其實不太願意」。他在考慮之後，意識到迪金森無可取代的能力，以及他們合作十一年來的成果，便同意了。
樂團開始與迪金森在布萊頓開會討論，幾個小時後，艾德里安·史密斯也打了電話來。加上原先的吉他手戴夫·莫瑞和傑尼克·熱爾，自此鐵娘子成為三吉他編制。成員團聚之後，舉辦了一個成功的巡迴演唱會獵人艾迪之旅，同時也為該團新發行的電腦遊戲《獵人艾迪》作宣傳。《獵人艾迪》包括三片光碟，第一片有14首歌曲，第二片有6首歌曲和遊戲安裝程序，第三片則是遊戲主程式。前20首歌曲是在官網上由樂迷票選出來，遊戲主角則是樂團成員和吉祥物艾迪。
迪金森回歸後，樂團的共識為「我們接下來要做的不僅僅是復出專輯，而是一張真正最棒的專輯」。2000年5月29日，發行第十二張錄音室專輯《美麗新世界》，登上英國專輯榜第7名。這次完全沒有在哈里斯的個人錄音室製作，他們到法國威廉泰爾錄音室與製作人凱文·雪莉合作。此專輯中，主題受到其它作品影響的歌曲有取材自1973年英國電影《異教徒》的〈異教徒〉，以及取材自阿道斯·赫胥黎小說《美麗新世界》的同名歌曲。這張專輯擁有更前衛的旋律、更精心編排的結構和鍵盤音色。
2000年中展開美麗新世界之旅，2001年1月19日在里約搖滾音樂節上，鐵娘子聚集了超過二十五萬名觀眾。這場的演出實況在2002年3月製成光碟發行，名為《巴西搖滾嘉年華》。樂團直到2002年3月21日才結束巡迴，期間在英國布里斯頓學院與前鼓手克萊夫·伯爾連續演出三場，他被診斷出患有多發性硬化症。樂團為他成立了「克萊夫·伯爾多發性硬化症信託基金」，並舉行過多場慈善募款演場會。伯爾於2013年逝世。

### 《死亡之舞》、《攸關生死》（2003－2007年）

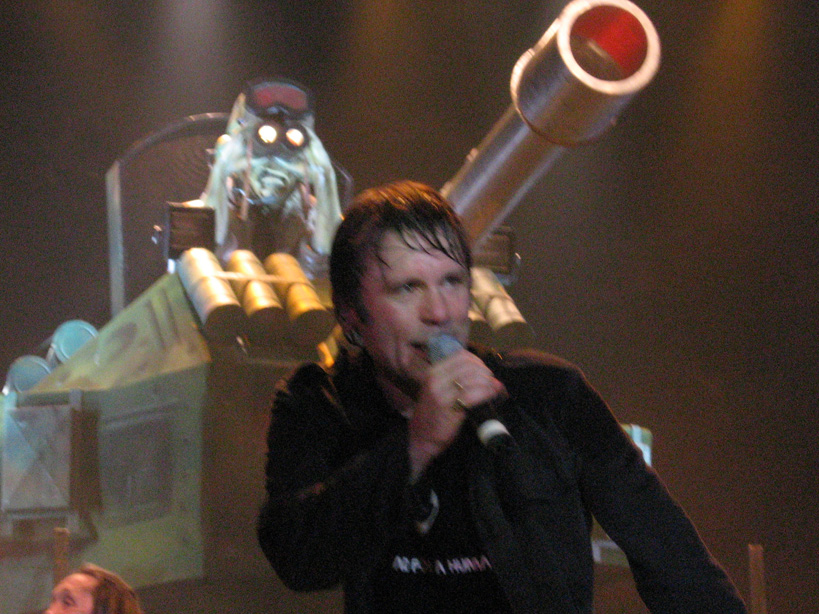
2006年的主唱布魯斯·迪金森。

完成渴望艾迪之旅世界巡演後，鐵娘子在2003年9月2日發行第十三張錄音室專輯《死亡之舞》，推出後廣受好評，登上英國專輯榜第2名與美國告示牌第18名，在芬蘭、瑞典與義大利排行榜奪冠。製作人依舊是凱文·雪莉，許多樂評認為這張專輯足夠與早期的佳作匹配，例如《殺手》、《殘破心神》和《獸名數目》。如同過往，專輯仍受到歷史與文學作品的影響。特別是與1244年征戰卡特里派大本營事件有關的〈異教屠殺〉，以及與第一次世界大戰巴雪戴爾戰役有關的〈巴雪戴爾〉。2003年10月19，樂團展開死亡之舞之旅世界巡迴，其中在德國威斯伐倫會議中心的演出實況，於2005年8月發行為現場演唱專輯與DVD影像作品《死神大道》。
2005年，樂團為慶祝成立三十周年，以及首張專輯《鐵娘子》發行二十五週年而舉辦艾迪翻轉世界之旅巡迴演唱會。這次巡演中他們只表演前四張專輯的歌曲，同時宣傳2004年發行的影像作品《鐵娘子的歷史 - 第一部分：初期》，也只收錄前四張專輯的作品。同時，也重新發行單曲〈獸名數目〉做為慶祝活動的一部份，登上英國單曲榜第3名。巡演行程中包含多個音樂節的演出壓軸，在瑞典烏利維球場聚集了近六萬人，該場演唱會也透過衛星電視在歐洲各地直播，估計約有六千萬戶收看。完成歐洲行程後，樂團受邀到美國參加奧茲音樂節，與黑色安息日聯名壓軸。然而在最後一場演出時，奧茲·奧斯本的妻子莎朗·奧斯本關掉音響系統，阻撓鐵娘子的演出，事件登上國際新聞。莎朗指迪金森是「喜歡向人挑釁的可憐蟲」，迪金森則回擊：「在她的世界裡，整容是非常重要的事。在我的世界裡，無所謂。我變老了，滿臉皺紋。那又怎麼樣？」。隨後，樂團在雷丁里茲音樂節壓軸演出、在愛爾蘭RDS競技場完成演唱會後，至倫敦舉行「克萊夫·伯爾多發性硬化症信託基金募款慈善演唱會」作為終點站。同年，樂團入選好萊塢搖滾名人堂。
年底，樂團回到錄音室工作。2006年8月28日，發行第十四張錄音室專輯《攸關生死》，雖然此專輯並非概念專輯，但是在歌詞與專輯的封面插圖處處可見關於關宗教和戰爭的主題。它發行後同樣取得優異成績，登上英國專輯榜第4名、美國告示牌第9名，首次在美國唱片市場擠入前十大專輯。同時，它還獲得經典搖滾榮譽獎的年度專輯獎。10月，樂團展開攸關生死之旅世界巡迴演唱會，首次將歷年專輯中的作品都列入歌單。
在2007年，樂團敲定多個音樂節的邀約，成為野獸之旅的行程，同時慶祝《獸名數目》發行二十五週年的數位專輯發行。演出包括杜拜沙漠搖滾音樂節、艾迪音樂節、海尼根即興音樂節、搖滾運動場音樂節、格瑞斯波普金屬音樂聚會等等。樂團在印度邦加羅爾宮庭園廣場的演出聚集了超過三萬人，也成為第一組在印度演出的國際知名重金屬樂團。隨後登上下載音樂節壓軸演出，聚集超過八萬人。6月24日，再度到倫敦舉行「克萊夫·伯爾多發性硬化症信託基金募款慈善演唱會」作為終點站。

### 成員自駕專機全球巡演、《魔鬼航班666》（2007－2009年）

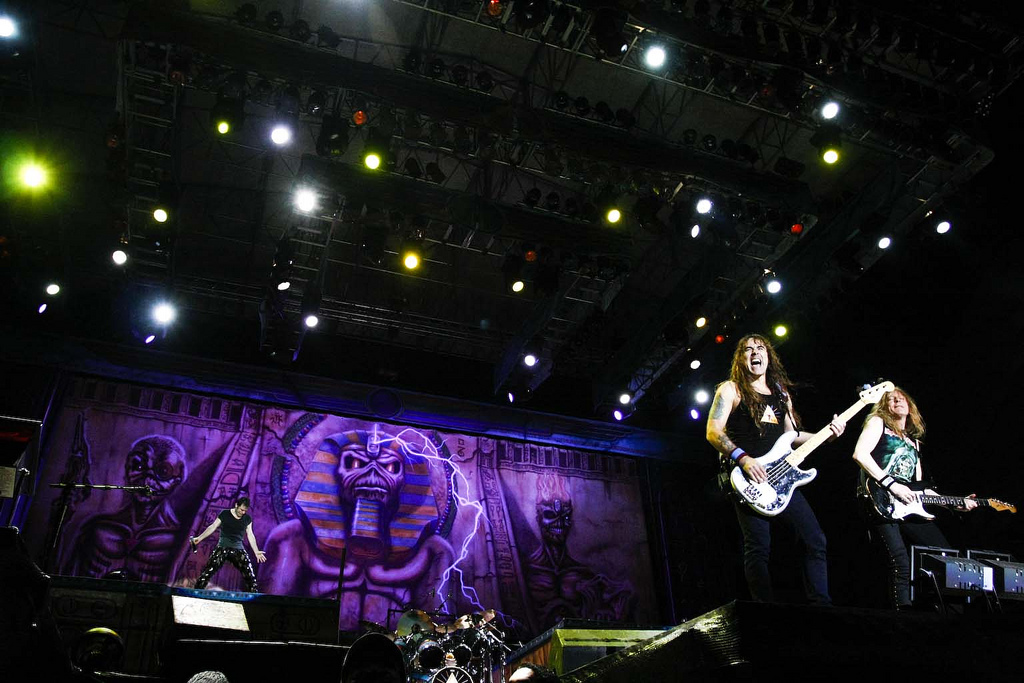
2008年巡迴中的鐵娘子。他們選擇傳統的舞台藝術，特別強調80年代的佈景風格。

2007年9月5日，樂團宣布他們新的世界巡演名為時光倒流之旅，同時宣傳數位化之後重發的現場專輯《死後復生》。 巡迴歌單的安排著重在80年代的熱門經典曲，並強調《力量之奴》時期的舞台佈景設計，所有背景都是畫的。2008年2月1日，巡演從印度出發。為了解決後勤問題，樂團自己訂製一架波音757客機，由主唱布魯斯·迪金森親自駕駛，承載一百多名隨行人員和十二噸重的器材。他在90年代離開鐵娘子後考取民航運輸駕駛員執照，擔任過星辰航空公司的機長。專機取名為「艾迪一號」。樂團自己開著私人飛機巡演，里程數將近五萬英里。同時專機讓樂團得以抵達許多沒去過的偏遠角落表演。他們首次登上哥斯大黎加、哥倫比亞和波多黎各演出。
巡演同時宣傳新發行的精選輯《時光倒流》，收錄1980年《鐵娘子》至1988年《生生不息》間的作品，以及《死後復生》中的現場收音版。2008年夏天，時光倒流之旅回到歐美，樂團擴大了舞台佈景規模，包括舊式的經典舞台藝術、《死後復生》時期的原始元素、巨型木乃伊版艾迪、煙火、機械道具等。7月，回到英國特維克納姆體育場演出後，又繼續前往歐亞及中南美洲巡迴。這次的世界巡迴非常順利且成功，是該年度票房第二高的英國音樂人巡迴。
2月，樂團繼續出動「艾迪一號」，降落在阿拉伯、紐西蘭、墨西哥、秘魯、厄瓜多等國家。3月在搖滾印度音樂節上，聚集了兩萬人。在巴西聖保羅的專場演出中，聚集了六萬三千人。4月2日，最後一站位於佛羅里達州。時光倒流之旅全球巡迴累積超過兩百萬名觀眾數。在2009年全英音樂獎中，鐵娘子獲得英國最佳現場演出獎，這個獎項是經由大眾投票，而鐵娘子取得壓倒性的得票率獲選。
2009年1月20日，鐵娘子宣布他們將於2009年4月21日發行紀錄片《鐵娘子：魔鬼航班666》，並於全球四十一個國家上映。內容為2008年2至3月間的時光倒流之旅演出實況與紀錄，焦點著重於樂迷，迪金森說：「這部片有三分之二不是我們」。 該片由邦爾電影製作，院線上映則由EMI集團與環球音樂企業發行。上映一個月後分別發行藍光版與DVD版，並登上十九個國家的音樂排行榜榜首。

### 《終極邊境》和世界巡迴演唱會（2010－2014年）

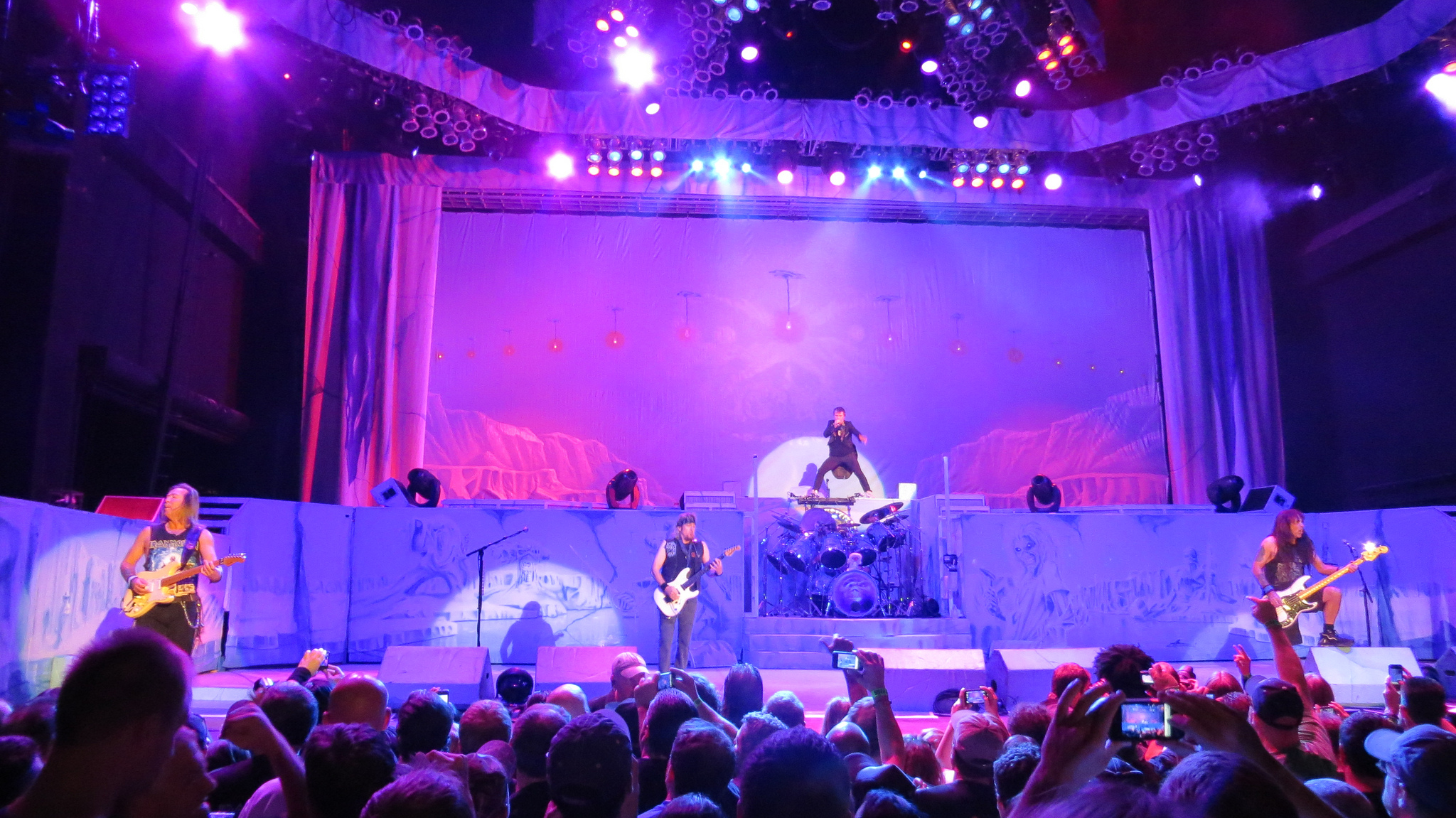
2012年的鐵娘子。

2010年初，樂團與凱文·雪莉展開新專輯製作，8月13日發行第十五張錄音室專輯《終極邊境》。新專輯贏得廣泛好評，它奪下全球二十八個國家唱片排行榜冠軍，是樂團歷史上一次偉大的商業成功。雖然史提夫·哈里斯曾說鐵娘子最終只會發行十五張專輯，其他成員仍證實還會再做下一張新專輯。
同時，樂團展開終極邊境之旅全球巡迴演唱會，橫跨五大洲、三十六個國家，總計聚集約兩百萬名觀眾。該巡演首次造訪新加坡、印尼和南韓，最終點位於英國倫敦。同時樂團發行單曲〈黃金國〉，該曲在2011年獲得葛萊美獎最佳金屬樂演奏獎，是繼1994年的〈暗夜之懼〉和2001年的〈異教徒〉後的第三次葛萊美獎提名。
2011年6月6日，發行精選輯《永世恐懼》，橫跨二十年中的八張錄音室專輯，網羅三十二首經典曲目。其中布雷斯·貝利在籍時的曲目，由布魯斯·迪金森重唱錄製。在發行該精選輯的新聞稿中，經紀人羅德·史墨伍德也透露將會發行新的影像作品，內容是在智利和阿根廷拍攝的終極邊境之旅演出實況。1月27日，該影像作品命名為《生命極限演唱紀實》，販賣形態包括CD、密紋唱片、DVD和藍光光碟。除了十七首曲目的演唱會片段、宣傳影片和巡迴簡介影片外，它還收錄一部巡迴紀錄片《獸的幕後》，內容為樂團和工作人員的採訪。樂團的單曲〈血盟兄弟〉獲第55屆葛萊美獎最佳硬搖滾／金屬樂演奏獎提名，但最終落敗。
2012年2月15日，樂團宣布即將舉行為期兩年的英格蘭娘子之旅，根據1989年的影像作品《英格蘭娘子》來命名。6月21日在北美展開該巡迴，直到2014年7月5日在英國完成結尾。地點包括多靈頓公園、瑞典的友誼競技場、里約搖滾音樂節，以及首次在巴拉圭演出。2012年8月，史提夫·哈里斯表示《英格蘭娘子》將會發行數位版，販賣形態包括CD、密紋唱片和DVD。

### 《靈書》（2015年至今）

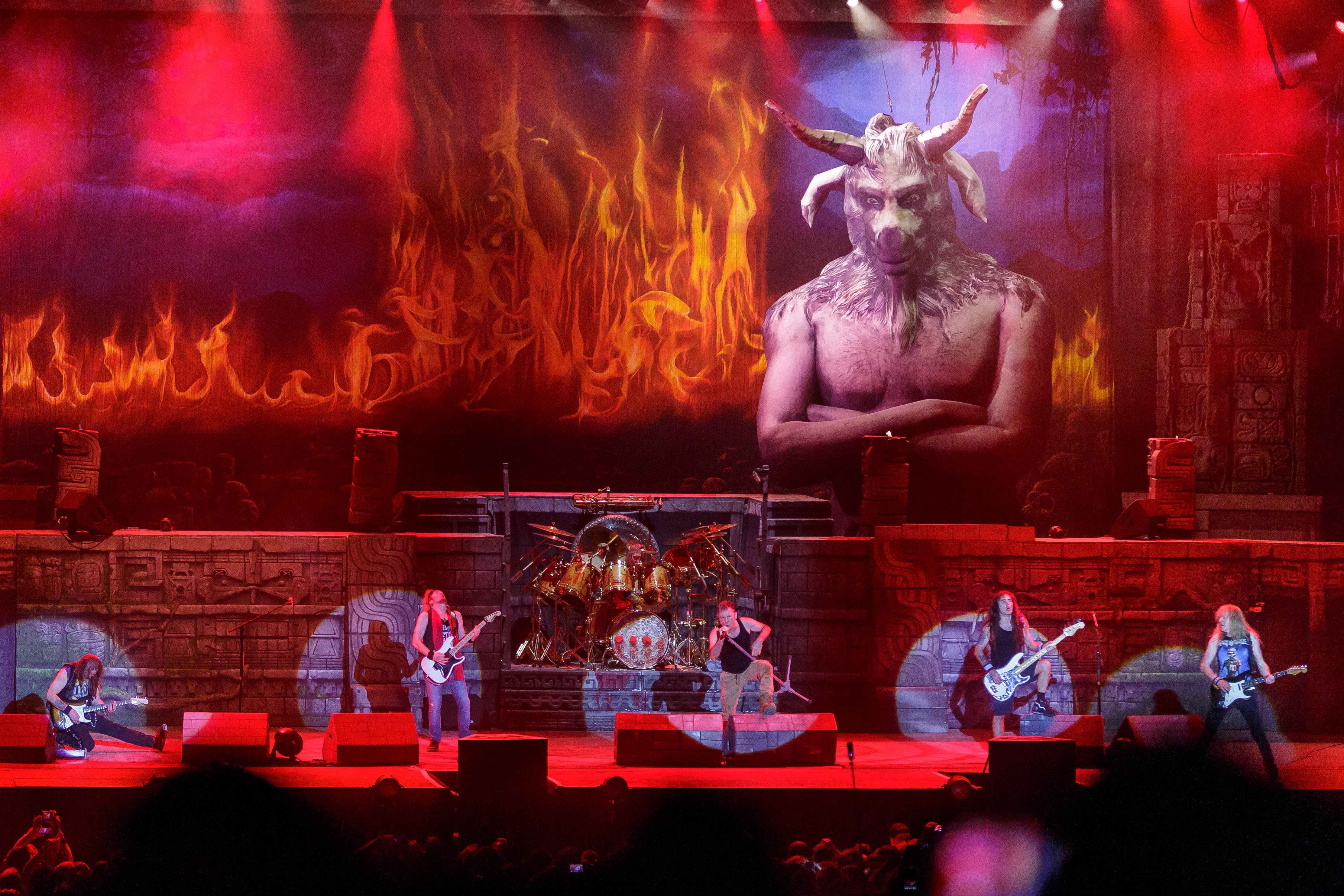
2016年的鐵娘子。

樂團證實，《終極邊境》不會是鐵娘子的最後一張專輯，布魯斯·迪金森在2013年7月透露第十六張專輯的製作計畫，約在2015完成。2015年2月，鼓手尼可·麥布萊恩表示新專輯已經完成，而迪金森也透露自己的舌癌已根治。5月，經紀人羅德·史墨伍德證實新專輯的進度，但為了讓迪金森休養，2016年才會舉行巡演。9月4日，發行第十六張錄音室專輯《靈書》，再度取得全球性的商業成功，成為鐵娘子第五張奪下英國排行冠軍的專輯
該專輯與《美麗新世界》一樣在法國的威廉泰爾錄音室製作，也是樂團首次發行雙碟專輯，總時間長九十二分鐘。迪金森創作的〈雲中帝國〉取代1984年的〈老水手之歌〉，成為鐵娘子最長的歌曲。8月14日，發表〈光速〉的音樂錄影帶。
2016年2月，樂團展開靈書之旅世界巡迴演唱會，將在全球六大洲、三十六個國家演出，其中包括薩爾瓦多、立陶宛和中國的首演。樂團同時將巡迴專機「艾迪一號」升級，訂製能續航更久、速度更快的波音747-400型客機。2016年9月，樂團證實巡演將進一步延長到2017年。

## 獎項
| 強盜搖滾獎： - 2011年：最佳國際現場演出獎 - 2015年：最佳國際現場演出獎 - 2016年：最佳國際專輯獎 – 《靈書》 反抗電台獎： - 2015年：年度最佳國際陣容獎 - 2015年：年度最佳國際歌手獎 – 布魯斯•迪金森 全英音樂獎： - 2009年：英國最佳現場演出獎 經典搖滾榮譽獎: - 2006年：年度專輯獎 – 《攸關生死》 - 2006年：貴賓獎 – 鐵娘子經紀人羅德•史墨伍德 - 2009年：年度樂團獎 - 2015年：年度專輯獎 – 《靈書》 回聲音樂獎： - 2016年：最佳國際搖滾／另類獎 艾瑪獎: - 2004年：觀眾票選最佳外語藝術家 - 2006年：觀眾票選最佳外語藝術家 葛萊美獎: - 2011年：最佳金屬樂演奏獎 – 〈黃金國〉 好萊塢搖滾名人堂： - 2005年：終身會員 艾佛•諾維洛獎： - 2002年：國際成就獎 朱諾獎： - 2010年：年度音樂DVD獎 – 《魔鬼航班666》 | 啷噹音樂獎： - 2005年：啷噹名人堂 - 2013年：啷噹典範獎 - 2016年：啷噹傳奇獎 金屬之鎚金神獎： - 2004年：最佳英國演出獎 - 2008年：最佳英國樂團獎 - 2008年：偶像獎 – 艾迪 - 2009年：金神獎 - 2009年：最佳英國樂團獎 - 2011年：最佳英國樂團獎 - 2012年：最佳事件獎 – 鐵娘子「終極邊境之旅」 - 2014年：最佳英國樂團獎 - 2016年：最佳專輯獎 – 《靈書》 金屬風暴獎： - 2006年：最佳重金屬專輯獎 – 《攸關生死》 - 2009年：最佳DVD獎 – 《魔鬼航班666》 - 2010年：最佳錄影帶獎 – 《終極邊境》 銀譜號獎： - 2004年：特別成就獎[ - 2015年：O2銀譜號獎 搖滾熊獎： - 2011年：最佳硬搖滾現場演出獎 西南偏南電影節: - 2009年：最佳音樂紀錄片獎 – 《魔鬼航班666》 英國廣播公司重金屬世界杯: - 2009年：史上最偉大金屬樂團獎 |

## 特色與成就
鐵娘子是公認在重金屬歷史中，在商業上最成功和最有影響力的樂團之一，也是「英國重金屬新浪潮」的先驅及領導者之一，在重金屬音樂界也是公認的支柱樂團之一。他們具有領導者的作用，帶領著「英國重金屬新浪潮」的崛起，隨後在速度金屬、鞭擊金屬、力量金屬和旋律死亡金屬的誕生上有很大影響力。金屬製品鼓手拉爾斯·烏爾里希在1987年表示：「鐵娘子比任何其他樂團都要有影響力，他們在80年代負責打開了重金屬的大門，對像我們這樣的金屬樂團有很大的啟發作用」。
鐵娘子分別位居VH1頻道的「百大最佳硬搖滾樂團」第24名、MTV「史上最偉大的十個重金屬樂團」第4名，以及VH1經典的「二十大重金屬樂團」第3名。鐵娘子還獲得2002年艾佛•諾維洛獎國際成就獎，也在2005年入選好萊塢搖滾名人堂。

### 吉祥物

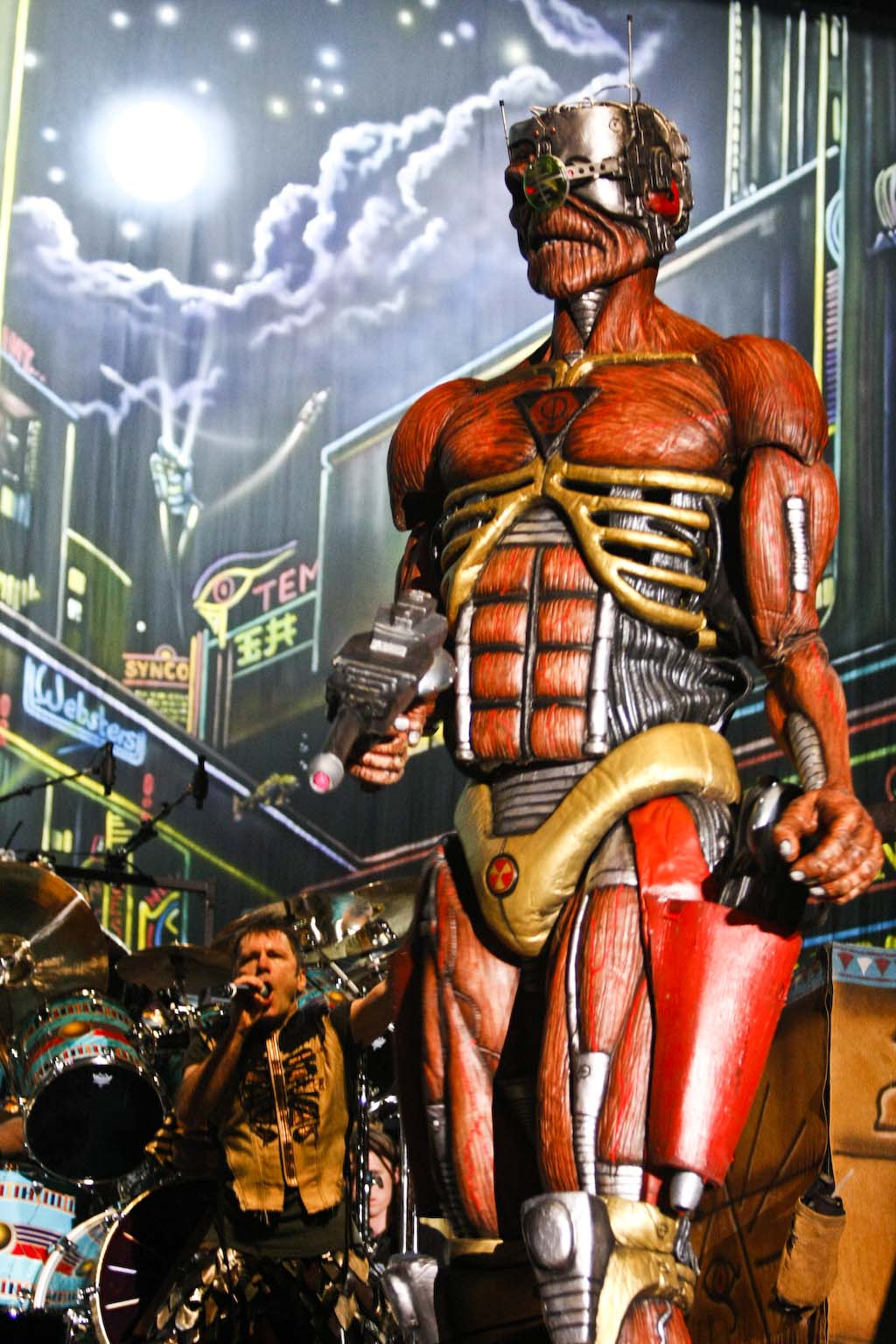
2008年，在舞台上的「艾迪」巨型道具

鐵娘子的著名吉祥物「艾迪」是一個經常出現在專輯封面及演唱會現場的虛構人物。設計者包括一位樂團的朋友大衛·比斯利與早期鼓手道格·桑普森。設計靈感來自於美國攝影師雷夫·摩士的二戰照片，拍攝於瓜達康納爾島戰役中，一顆日軍頭骨的照片。它第一次登台還只是個噴假血的紙製面具，當時叫做「艾德華」，英國藝術家德里克·里格斯將它繪製成鐵娘子的首張專輯封面，並改為現在的名字。樂團大部分的音樂作品封面都是以艾迪為主，例如〈聖殿〉封面上，艾迪持刀蹲伏在英國首相柴契爾夫人的屍體上。〈煉獄〉封面上，艾迪的臉有一半變成魔鬼。〈亡命山丘〉封面上，艾迪手持印第安戰斧與魔鬼纏鬥。《真實死亡》封面上，艾迪成為電台主持人。《力量之奴》封面上，艾迪成為巨大的法老坐像，背景融合埃及金字塔與阿布辛貝神殿。
在1992年以前，艾迪一直是由德里克·里格斯所畫，之後也開始由不同風格的畫家設計出各種分身，如英國插畫藝術家梅爾文·格蘭特、馬克·威爾金森、休·賽姆、湯姆·亞當斯，以及美國導演鮑勃·塞斯卡等人。艾迪經常在舞台上化為巨型道具（玻璃纖維製成，眼睛與四肢有活動能力，嘴巴能開合、有時能夠噴出紅煙），並配合每年不同的專輯主題與巡演風格改變造型與外貌。例如奴役世界之旅中，艾迪在舞台上成為一尊巨大的木乃伊乾屍，眼睛還能射出火花。艾迪也不只是擺設道具，經常會由工作人員扮成艾迪的巨型人偶，讓它在舞台上四處走動、與團員和觀眾互動，有時還會彈起電吉他。
艾迪也出現在以該團成員為主角的第一人稱射擊遊戲《艾德獵人》中，以及手機角色扮演遊戲《鐵娘子：野獸的傳承》。它不但出現在無數的書籍、漫畫、海報、T恤及樂團周邊商品中，還在2008年拿了金屬之鎚金神獎偶像獎。吉普森吉他公司稱艾迪是「世上最知名的金屬樂象徵和最通用的符號之一」。

### 樂團字體
鐵娘子的官方標誌字體也是一個著名象徵。1979年在樂團第一卷試聽帶《音樂屋錄音帶》封面上就開始使用這個字體。這個字體最早是出現在大衛·鮑伊主演的電影《天外來客》海報上，由藝術家維克·菲爾原創。英國作曲家兼吉他手戈登·吉爾川普也用過這個字體。然而史提夫·哈里斯表示是他自己的原創，憑早期擔任建築繪圖員的能力所設計。

### 歌詞主題
鐵娘子多樣化的歌詞經常取材自戰爭、歷史、時事、文學和影視作品。作詞者通常是史提夫·哈里斯、艾德里安·史密斯和布魯斯·迪金森。兩位前主唱保羅·迪安諾和布雷斯·貝利也有一些創作，其他成員則很少貢獻填詞。
文學作品：
- 〈歌劇魅影〉取材自法國小說家卡斯頓·勒胡的愛情驚悚小說《歌劇魅影》[250]。
- 〈莫爾格街兇殺案〉取材自美國作家愛倫·坡的短篇推理小說《莫爾格街兇殺案》[37]。
- 〈太陽與鐵〉取材自日本作家三島由紀夫的自傳《太陽與鐵（日语：太陽と鉄）》，以及日本兵法家宮本武藏的軍事書籍《五輪書》[251]。
- 〈獸名數目〉取材自蘇格蘭詩人羅伯特·伯恩斯的敘事詩《農夫湯姆（英语：Tam o' Shanter (Burns poem)）》[252]。
- 〈騎兵〉取材自英國詩人阿佛烈·丁尼生關於克里米亞戰爭的敘事詩《輕騎兵的衝鋒》[251]。
- 〈墾荒〉取材自美國科幻小說家法蘭克·赫伯特的外星科幻小說《沙丘》[251]。
- 〈老水手之歌〉取材自英國詩人塞繆爾·泰勒·柯勒律治的敘事詩《老水手之歌（英语：The Rime of the Ancient Mariner）》[253]。
- 〈長跑者的寂寞〉取材自英國作家亞倫·西利托的短篇小說《長跑者的寂寞（英语：The Loneliness of the Long-Distance Runner）》[254]。
- 〈生生不息〉、〈預言〉和〈千里眼〉取材自美國作家歐森·史考特·卡德的幻想小說《第七個兒子（英语：Seventh Son (novel)）》[69]。
- 〈溺水〉取材自英國小說家拉姆齊·坎貝爾（英语：Ramsey Campbell）的恐怖小說《湖居者（英语：The Inhabitant of the Lake and Less Welcome Tenants）》[251]。
- 〈外西凡尼亞〉取材自愛爾蘭作家伯蘭·史杜克的哥德式恐怖小說《德古拉》[250]。
- 〈邪惡的男人〉取材自英國戲劇家威廉·莎士比亞的悲劇作品《凱撒大帝》，描寫刺殺凱撒的陰謀者們[255]。
- 〈帶你女兒去屠宰場〉取材自英國詩人安德魯·馬維爾的詩歌《致羞怯的情人（英语：To His Coy Mistress）》[256]。
- 〈十字聖號〉取材自義大利小說家安伯托·艾可的神秘探案小說《玫瑰的名字》[257]。
- 〈異鄉異客〉取材自美國小說家羅伯特·海萊因的科幻小說《異鄉異客》[254]。
- 〈蒼蠅王〉取材自英國小說家威廉·戈爾丁的寓言小說《蒼蠅王》[97]。
- 〈新境界〉取材自英國小說家瑪麗·雪萊的科幻小說《科學怪人》[258]。
- 〈黑暗邊緣〉取材自英國小說家約瑟夫·康拉德的中篇框架小說《黑暗的心》[257]。
- 〈美麗新世界〉取材自英國作家阿道斯·赫胥黎的反烏托邦小說《美麗新世界》[114]。

聖經：
- 〈浪子〉取材自《路加福音》第十五章的「浪子回頭的比喻」[259]。
- 〈光之王〉取材自《以賽亞書》第十四章的「路西法」[260]。
- 〈煉獄〉取材自基督教宇宙論中的教義煉獄[259]。
- 〈獸名數目〉同時也取材自《新約聖經》的預言，在《啟示錄》第十三章中提到獸名數目[261]。
- 〈啟示錄〉取材自《啟示錄》，靈感來自於「約翰的啟示」、以及英國神學家G·K·卻斯特頓的聖詩「哦！大地與祭壇之神」[251]。
- 〈月亮之子〉取材自英國作家阿萊斯特·克勞利的神秘小說《月亮之子（英语：Moonchild (novel)）》[254]。

影視作品：
- 〈陰陽魔界〉取材自美國科幻電視劇《陰陽魔界》，該片的編劇是美國電影作家羅德·塞林[259]。
- 〈密諜〉與〈回到村莊〉取材自英國科幻電視劇《密諜》，由派屈克·麥高漢（英语：Patrick McGoohan）主演[253]。
- 〈被詛咒的孩子〉取材自英國科幻恐怖電影《被詛咒的孩子（英语：Children of the Damned）》、以及英國科幻作家約翰·溫德姆（英语：John Wyndham）的科幻小說《米德維奇鎮的布穀鳥（英语：The Midwich Cuckoos）》[261]。
- 〈獸名數目〉的靈感之一也包括英美合製的超自然恐怖電影《天魔2：惡魔之子》[262]。
- 〈血染雪山堡〉取材自英國戰爭電影《血染雪山堡》，劇本改編自蘇格蘭小說家阿利斯泰爾·麥克林的二戰長篇小說《血染雪山堡》[251]。
- 〈亡命天崖〉取材自美國電視影集《法網恢恢》，編劇是美國小說家羅伊·哈金斯（英语：Roy Huggins）[263]。
- 〈火之戰〉取材自法國史詩電影《火之戰（英语：Quest for Fire (film)）》，該片的編劇是法國電影導演尚-賈克·阿諾[251]。
- 〈決鬥者〉取材自英國歷史電影《決鬥者（英语：The Duellists）》，由英國電影導演雷利·史考特爵士執導[253]。
- 〈陷入時間黑洞〉取材自英國科幻電視劇《超時空奇俠》，以及美國作家的卡爾·亞歷山大科幻小說《兩世奇人（英语：Time After Time (Alexander novel)）》[254]。
- 〈死之華〉取材自美國戰爭電影《太平洋潛艇戰（英语：Run Silent, Run Deep (1958 film)）》，由美國電影導演勞勃·懷斯執導[256]。
- 〈天堂可待〉取材自美國喜劇電影《天堂可待（英语：Heaven Can Wait (1978 film)）》，描寫瀕死體驗[254]。
- 〈不安的人〉取材自美國犯罪電影《怒火風暴》，由美國電影導演喬伊·舒麥雪執導[257]。
- 〈逃離這死寂的星球〉取材自美國科幻電影《禁忌星球》，描寫人類難逃殘害萬物的罪行[264]。
- 〈黑暗邊緣〉同時也取材自美國戰爭電影《現代啟示錄》，由美國電影導演法蘭西斯·柯波拉執導[257]。
- 〈造雨人〉取材自美國小說家約翰·葛里遜的法律驚悚小說《造雨人（英语：The Rainmaker (novel)）》[258]。
- 〈當兩個世界碰撞〉取材自美國災難電影《當世界開始毀滅（英语：When Worlds Collide (1951 film)）》，由波蘭電影導演魯道夫·米特（英语：Rudolph Maté）執導[265]。
- 〈死亡之舞〉取材自瑞典存在主義電影《第七封印》，描述美國東南方許多神秘詭異的巫毒教儀式[258]。
- 〈族人〉取材自美國戰爭劇情電影《梅爾吉勃遜之英雄本色》，這首歌敘述第一次蘇格蘭獨立戰爭中，蘇格蘭王國對抗英格蘭王國的戰功[265]。
- 〈異教徒〉取材自英國恐怖電影《異教徒》，由英國電影導演羅賓·哈迪（英语：Robin Hardy (film director)）執導[264]。
- 〈刀光〉取材自義大利恐怖電影《驚變》（美國片名為《毛骨悚然》）[266]。
- 〈遺產〉取材自美國驚悚電影《時空攔截（英语：Jacob's Ladder (film)）》[260]。
- 〈呼嘯狂風〉取材自英國動畫電影《當風吹起的時候（英语：When the Wind Blows (1986 film)）》，該片改編自英國兒童作家雷蒙德·布里格斯（英语：Raymond Briggs）的圖畫小說《刮風時（英语：When the Wind Blows (comics)）》[267]。

神話：
- 〈力量之奴〉取材自埃及神話，描寫一位垂死的埃及法老，感嘆自己終究是個屈服於死亡力量的奴隸[253]。
- 〈伊卡洛斯的飛行〉取材自希臘神話人物伊卡洛斯與父親設計飛行翼、逃出塔樓監獄，最後伊卡洛斯死亡的悲慘故事[251]。
- 〈明日的大門〉取材自希臘神話中命運三女神摩伊賴，祂們掌控著人類的命運絲線，就如同網際網路讓所有人成為電腦的奴隸。曲名的大門也音同蓋茲[258]。

戰爭、時事、歷史事件與人物：
- 〈成吉思汗〉取材自蒙古帝國奠基者成吉思汗，描寫他著名的蒙古軍隊[259]。
- 〈三月十五〉取材自古羅馬政治人物凱撒遭元老院成員暗殺身亡的故事[259]。
- 〈王牌飛行員〉取材自不列顛戰役，描述英國皇家空軍與納粹德國空軍的對抗，這是第二次世界大戰中規模最大的空戰[253]。
- 〈機尾射手〉取材自二戰時的德勒斯登轟炸事件，以及美國空軍准將保羅·蒂貝茨在日本廣島市上空投下代號為「小男孩」的原子彈[256]。
- 〈午夜兩分前〉是描寫芝加哥大學《原子科學家公報》設立的末日之鐘，提醒世人世界距離受核武威脅毀滅的時間已所剩無幾[253]。
- 〈全蝕〉是描寫世界末日與環境災害[261]。
- 〈殉職〉是描寫頻繁的戰爭、飢荒與國際恐怖主義帶給人類的恐懼[251]。
- 〈侵略者〉取材自維京時期，描述8世紀到11世紀侵擾並殖民歐洲沿海和不列顛群島的維京人[261]。
- 〈亞歷山大大帝〉取材自古希臘北部馬其頓國王亞歷山大大帝的一生[254]。
- 〈異教屠殺〉取材自中世紀的基督教派別卡特里派，該派遭到宗教裁判所暴力鎮壓、監禁和處死後逐漸消失[258]。
- 〈巴雪戴爾〉取材自第一次世界大戰中的巴雪戴爾戰役（英语：Battle of Passchendaele）[123]。
- 〈最長的一日〉取材自1944年6月6日，第二次世界大戰中的諾曼底登陸，這天也被稱為「D日」與「最長的一日」[260]。
- 〈朝聖者〉取材自1620年載著清教徒的英國木製帆船五月花號，該船最終抵達美洲新大陸麻薩諸塞普利茅斯殖民地[260]。
- 〈光芒萬丈〉取材自第二次世界大戰期間研發與製造原子彈的大型軍事工程「曼哈頓計劃」，譴責核武器時代的恐怖平衡[260]。
- 〈偉大崇高的神〉取材自持續近兩百年的十字軍東征[260]。
- 〈雲中帝國〉取材自1930年的一起空難，當時英國最大的飛行器R101（英语：R101）在法國北部墜毀，機上四十八人罹難[268]。
- 〈煉金術士〉取材自英國神秘學家約翰·迪伊[269]。
- 〈純真年代〉指出暴力型犯罪率正在上升，任何人都可能成為受害者[258]。
- 〈過得好嗎？朋友〉取材自福克蘭群島戰爭，是為了紀念阿根廷人民，特別是在戰場上與英軍對抗而犧牲的阿根廷士兵[265]。
- 〈血染世界的雙手〉取材自波士尼亞戰爭，描寫當地恐怖、殘忍和屠殺的情況，並質疑西方人的生活方式[257]。
- 〈童年末日〉直指人類社會所有的可怕、痛苦、飢荒、戰爭、貧窮迫害和不公不義，諷刺許多國家領導者其實根本不關心死在街頭上的孩童[263]。
- 〈致命快感〉取材自國際商業信貸銀行與羅伯特·麥克斯韋的財務醜聞、以及歐洲股市崩盤[267]。
- 〈黃金國〉是批判2007年–2008年環球金融危機、以及銀行家對老百姓的詐騙[267]。
- 〈後果〉是描述戰場上駭人聽聞的殺戮手段、士兵經歷可怕戰鬥之後的心理創傷，質疑戰爭的必要性[257]。
- 〈擔心射傷陌生人〉取材自波斯灣戰爭，描述政府和軍事將領如何卑劣的將士兵當作棋子，而這些士兵其實並不願殺死任何人[270]。
- 〈亡命山丘〉記錄了北美印第安戰爭及印第安大屠殺，描寫美洲原住民遭到殘酷剝削並屠殺的血淚歷史，該曲不斷唱誦著逃到山丘上才是活命的唯一機會[271]。

### 音樂風格

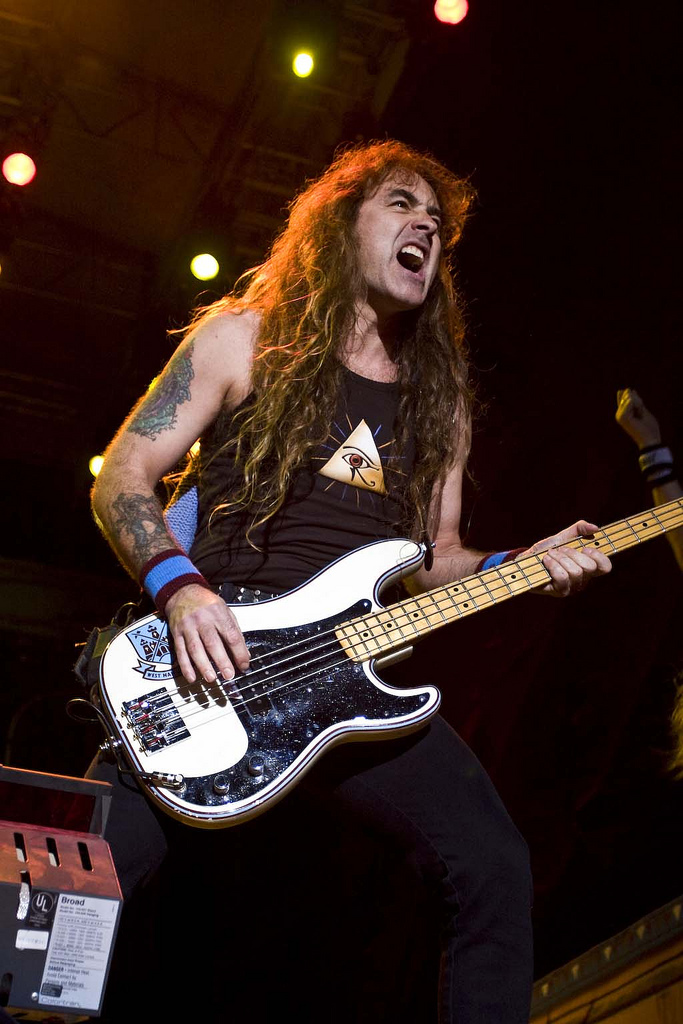
2008年的貝斯手史提夫·哈里斯

鐵娘子的主要創作者是貝斯手史提夫·哈里斯，他曾透露受到黑色安息日、深紫、齊柏林飛船、尤拉希普、平克佛洛伊德、創世紀、是、傑叟羅圖、瘦李奇、幽浮和威斯朋艾許等70年代前衛搖滾的影響。哈里斯在2010年表示：「我想，如果有人想了解最早期的鐵娘子，特別是吉他和弦，那就一定要聽威斯朋艾許的《阿格斯》、還有一些瘦李奇的作品，但沒那麼多。然後我們透過創世紀和傑叟羅圖的啟發，開始做一些比較前衛的東西。你們把這些重的即興重覆段和速度結合，自然就明白了」。2004年，哈里斯解釋樂團的「沉重」靈感來自「黑色安息日和深紫，再加上一點齊柏林飛船的元素」。以這些重金屬元老為典範，哈里斯形塑了自己「跑馬燈式」的演奏風格，吉他手傑尼克·熱爾形容他的貝斯聲「更像節奏吉他」，經常在八分音符後接兩個十六分音符或八分音符的三連音，有時還會出現強力和弦。他主導了樂團狂放奔騰的風格，例如〈騎兵〉和〈亡命山丘〉。
樂團的三位吉他手戴夫·莫瑞、艾德里安·史密斯和傑尼克·熱爾，都有各自的個人影響和演奏風格，他們創造出許多優秀的即興重覆段，以及旋律技巧並重的經典吉他獨奏。戴夫·莫瑞以他的連奏技術聞名，他表示「是自然而然形成的，自從聽了吉米·罕醉克斯的連奏，我很喜歡這種風格，長大後依舊如此」。他也說受藍調搖滾的影響比較大，而不是重金屬。艾德里安·史密斯則受到強尼·溫特和帕特·特拉弗斯影響，成為旋律性樂手。傑尼克·熱爾則比較喜歡古典和即興的風格，他到深紫吉他手瑞奇·布萊克摩爾很大程度的影響，他表示自己能與史密斯的連奏形成對比。
主唱布魯斯·迪金森經常與吉他手艾德里安·史密斯合力創作，他的歌劇式唱腔受到亞瑟·布朗、彼得·漢米爾、伊恩·安德森和伊恩·吉蘭影響，音樂界經常公認迪金森是史上最優秀的重金屬歌手之一。而鼓手尼可·麥布萊恩雖然只有在《死亡之舞》中創作過一曲歌詞，但史提夫·哈里斯經常依靠他創作新的曲子。艾德里安·史密斯說：「史提夫很愛跟他一起演奏，他們常在貝斯和鼓聲之間琢磨，兩人一埋頭編曲就是好幾個小時」。
在樂團歷史中，音樂風格大致是保持不變的，除了1986年在《似曾相識》中運用合成器、1988年在《生生不息》開始出現鍵盤，以及1990年的《死之華》回到早期方向，有更加精簡和直白的風格。近年來，他們的音樂中有更多前衛元素，而哈里斯解釋以現代的定義來說並不是前衛，而是70年代版本的夢劇場，他也說《生生不息》是鐵娘子第一張往前衛方向嘗試的作品，並在1995年的《未知數》再度深化，他說「就像是《生生不息》的延續吧，逐漸增加元素的感覺」，這種發展與樂團早期的風格形成對比。美國線上音樂資料庫AllMusic曾評論鐵娘子最早期的風格是「清楚源自於龐克搖滾的元素」，不過哈里斯堅決否認這項說法：「我認為很可能是我們的主唱保羅·迪安諾留短髮的緣故，而且我們當時就會演奏一些非常具有攻擊性的快歌。對我來說那根本就和龐克無關，那是純粹的金屬樂，當年我們一直很想嚇嚇那些龐克族」。

### 舞台與演唱風格

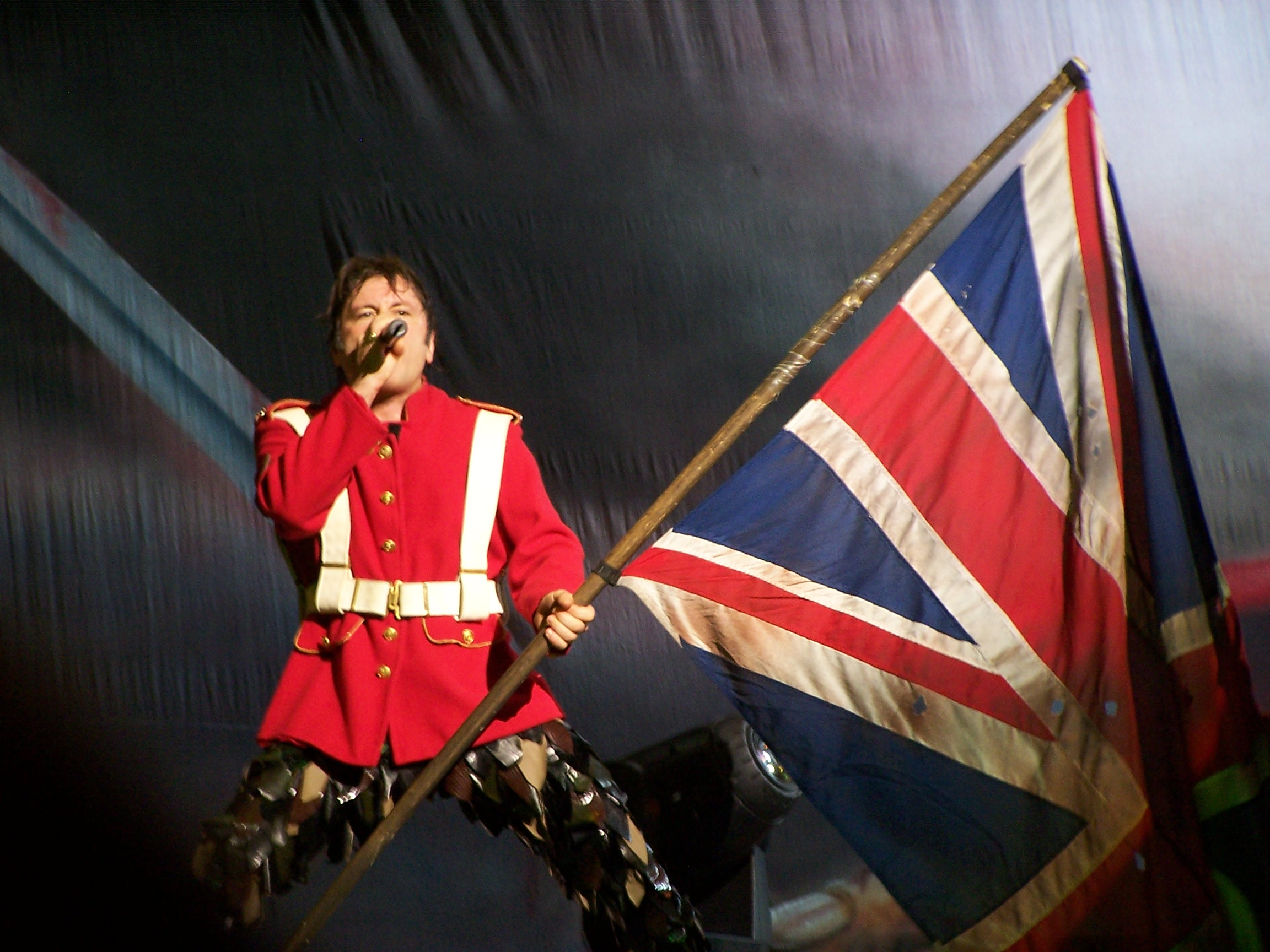
穿著古英軍制服演唱〈騎兵〉的布魯斯·迪金森

鐵娘子的作品封面與舞台藝術以恪守傳統著名，他們至今仍堅持使用舊式的舞台佈景，拒絕採用數位科技來輔助視覺效果。即便他們排斥各種新的多媒體技術，鐵娘子的現場演出效果仍然極佳。布魯斯·迪金森表示：「有人向我們推銷新款的液晶螢幕牆，這讓我們感覺像站在拉斯維加斯一堆花哨的角子機前，太可怕了！我們所有舞台背景都是畫的，我們很自豪這種舊式舞台藝術。鐵娘子的二維帆布比任何現代科技都更有三維效果」。
而樂團的招牌主唱屬第四任的布魯斯·迪金森，他的唱腔雖然從未受過正規訓練，仍擁有歌劇式特色的寬廣音域，這對於現場表演、尤其是凝聚萬人以上的現場是非常重要的環節。他與羅尼·詹姆斯·迪歐和羅柏·哈爾福德並列為歌劇式唱腔的三大先驅，許多搖滾歌手與力量金屬主唱都採用他們的技巧。除了標誌性的歌唱風格，鐵娘子的現場也以充滿活力著稱，迪金森表示他的角色是「把足球場大的場地縮到拇指那麼小，把歌聲傳到最遙遠角落的那個人」。為了實現這個目標，迪金森除了借助強大的肺活量來演唱，也保持著和觀眾的眼神交流，他會不停鼓勵觀眾「跟我大聲喊出來」，並對著最後排的觀眾說話。他也批評那些不與觀眾交流的表演者，特別是那些偷偷用提字器的歌手，他說：「觀眾們都付了不少錢來看演唱會，結果有些人竟然還記不住那該死的歌詞」。
迪金森在現場演唱〈騎兵〉時，經常會穿上17到19世紀英國陸軍的紅色軍服，並揮舞英國國旗。

### 對重金屬音樂的影響

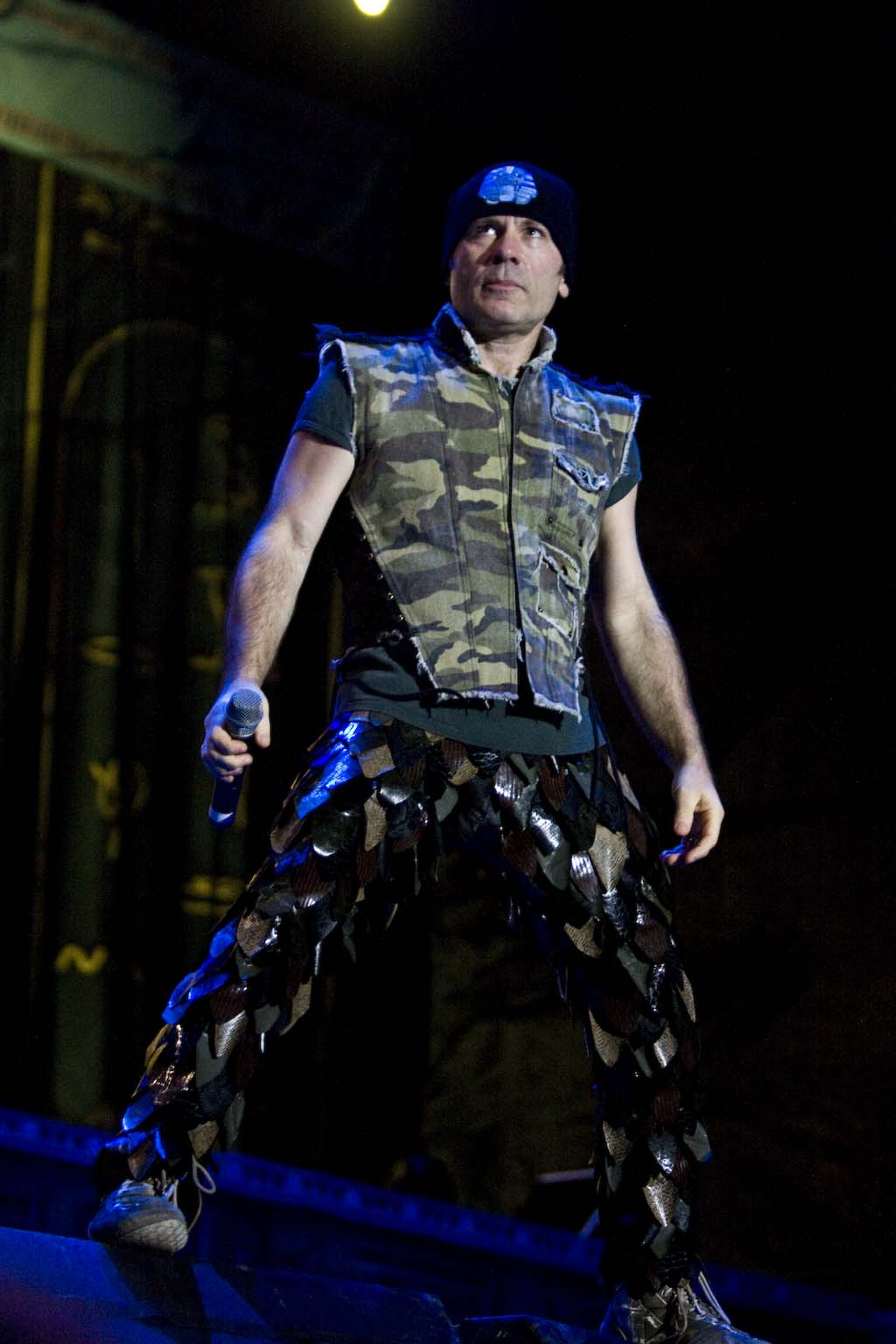
2008年的主唱布魯斯·迪金森

根據美國《吉他世界》雜誌的看法，鐵娘子的音樂已經「影響了新的金屬世代，從傳奇的金屬製品到當紅的七級煉獄」。金屬製品鼓手拉爾斯·烏爾里希便表示：「一直以來對鐵娘子懷有不可思議的崇敬和欽佩」。超級殺手吉他手凱瑞·金曾表示：「鐵娘子對我來說意義重大」。炭疽吉他手伊恩·斯考特也說「鐵娘子對我的人生有重大影響」。
七級煉獄主唱馬修·桑德斯指出鐵娘子是「世界上最優秀的現場樂團，他們的音樂是永恆的」。混種魔獸主唱馬特·哈菲說：「沒有鐵娘子，肯定也不會有混種魔獸」。滑結主唱科瑞·泰勒說：「史提夫·哈里斯比一堆用四根手指彈貝斯的人還厲害。布魯斯·迪金森？老兄！對我來說他就是典型的老牌重金屬歌手，他是非常偉大的表演家。我對鐵娘子的一切都非常狂熱，以前還一直在課本上畫艾迪」。鐵娘子也對旋律死亡金屬的誕生有巨大影響力，烈焰邪神的加斯帕·史壯布蘭便透露曾把死亡金屬和鐵娘子豐富綿密的吉他旋律結合。
其他曾表明受到鐵娘子影響的重金屬樂團包括福斯主唱克里斯·傑利可、三吋鐵血主唱凱恩·派普、詠嘆調貝斯手維塔利·杜比寧、殘月魔都主唱兼吉他手麥可·雅各法爾、X JAPAN吉他手HIDE，以及麥加帝斯、伽瑪射線、安格拉、撒野、邪神大敵、肢解、命運警示、仁慈命運、悄聲暴動、末日審判、天使塵與驚異傳奇。夢劇場的現任和前任成員約翰·帕特西、約翰·邁恩和麥克·波諾都表示，鐵娘子是當年成立夢劇場時，對他們最大的影響之一。
已故鼓手克萊夫·伯爾在前三張經典專輯做出了成績，許多樂團的鼓手如超級殺手、聖約、容、冰凍大地、永不超生、萬聖節、死神、病態天使、造物主、弒神者、機械頭、幽冥大帝、異教狂徒、索多瑪、魅影魔星和殺神狂徒都指出，鐵娘子早期的鼓法，大大影響了他們的風格。

### 對其他領域的影響
鐵娘子從未成為商業媒體的最愛之一，樂團並不寄望主流電台和電視節目的支持，幾乎都在主流媒體之外的範圍活動。儘管如此，鐵娘子的名字仍時常出現在其他音樂人的作品，有幾首歌曲特別提到鐵娘子，例如美國小麥合唱團的〈年少輕狂的渾蛋〉、丹麥水叮噹的〈回到八零年代〉、加拿大魔數41的〈肥唇〉、美國搖滾樂團威瑟的〈心之歌〉、美國藍調遊客的〈瘋子喬〉以及NOFX的〈艾迪、布魯斯和保羅〉，音樂網站人造衛星評論這首歌是「對保羅·迪安諾離開樂團的一個幽默反應」。此外，瑞典力量金屬樂團薩巴頓在他們歌曲〈金屬機器〉中提到〈暗夜之懼〉、在〈金屬狂潮〉中提到〈擔心射傷陌生人〉，以及在〈金屬開膛手〉中提到〈獸名數目〉。
許多音樂人與樂團都錄製了向鐵娘子致敬的專輯。例如2008年，英國《啷噹!》雜誌在第1219期中，附贈合輯《天堂娘子：向鐵娘子致敬》，由許多受到影響的知名後輩樂團翻唱他們的作品，包括金屬製品、機械頭、夢劇場、混種魔獸、惡靈駛者和七級煉獄。其它的致敬專輯還包括《黃金野獸》、《異相》、《外西凡尼亞666》、《向野獸致敬》、《精神糧食》、《我們的音樂屋錄音帶》、《惡魔之子》、《美國娘子》等，將近三十張。2010年亞力安傳說、致命誘惑與黑洞異次元的成員組成致敬樂團娘子聯盟，並發行專輯《殘破心神不插電版》，重新演繹鐵娘子的專輯《殘破心神》。其他許多音樂人也以各種樂器翻奏過鐵娘子的作品，包括運用鋼琴、電子音樂、弦樂四重奏或嘻哈音樂來向鐵娘子致敬。
鐵娘子的歌曲也授權給多個電視遊戲使用，包括《惡煞車手2》、《俠盜獵車手：罪惡城市》、《俠盜獵車手：自由城之章》、《俠盜獵車手：失落與詛咒》、《托尼霍克職業滑板4》、《SSX巡迴賽》以及《勁爆美式足球10》。他們的歌曲也出現在一系列的音樂遊戲中，例如《吉他英雄》與《搖滾樂團》。鐵娘子的音樂也出現在電影，包括《驚變》（美國片名為《毛骨悚然》）、《化學婚體》和《拿命線索》。而MTV的動畫片《癟四與大頭蛋》中，兩位主角經常提到鐵娘子是很棒的樂團。
變形金剛的作者比爾·福斯特是一位鐵娘子樂迷，他時常在書中參考鐵娘子，例如《方舟》系列和《火種源年鑑》系列書籍。

### 引用撒旦象徵的爭議
鐵娘子在1982年發行的《獸名數目》，是他們自己最喜歡、最廣受好評也最受爭議的專輯之一。美國基督教團體指控鐵娘子是魔鬼崇拜者，猛烈批評《獸名數目》是用來推廣撒旦教與撒旦主義的東西、對美國青少年有負面影響，他們將該作品與同名單曲公開焚毀，並呼籲大眾跟進。除了鐵娘子，同時間遭受指控的還有奧茲·奧斯本和AC/DC。經紀人羅德·史墨伍德說：「那些基督徒一開始用火燒，但光碟燃燒後產生煙霧，他們擔心自己會吸到乙烯基等致癌物，於是改用鐵鎚敲那些專輯」。不只在美國，1992年樂團預計到智利聖地亞哥舉辦巡迴演唱會，但因為遭天主教團體投訴而取消。
相反的，樂團成員一再嚴正否認他們是撒旦教，駁斥魔鬼的說法，布魯斯·迪金森也在舞台上澄清過。史提夫·哈里斯說：「真是瘋子，他們完全朝錯誤的方向思考，而且顯然連歌詞都沒看過，就指控我們是魔鬼和垃圾。那不過是一種戲劇性，就像恐怖片一樣」。近年來，迪金森表示這些人十分愚蠢，而且這些抗議示威活動反而替鐵娘子「免費做足了宣傳」。哈里斯表示，〈獸名數目〉這首歌是關於他做的一個噩夢，還有看了電影《天魔2：惡魔之子》後出現的靈感，在創作時也取材自歐洲中世紀基督教藝術中充斥的地獄場景，以及羅伯特·伯恩斯的詩《農夫湯姆》。此外，樂團的鼓手尼可·麥布萊恩自1999年以來一直是基督徒。他後來在《殘破心神》專輯內頁註明「不懂就別碰」。

### 樂團巡演專機：艾迪一號

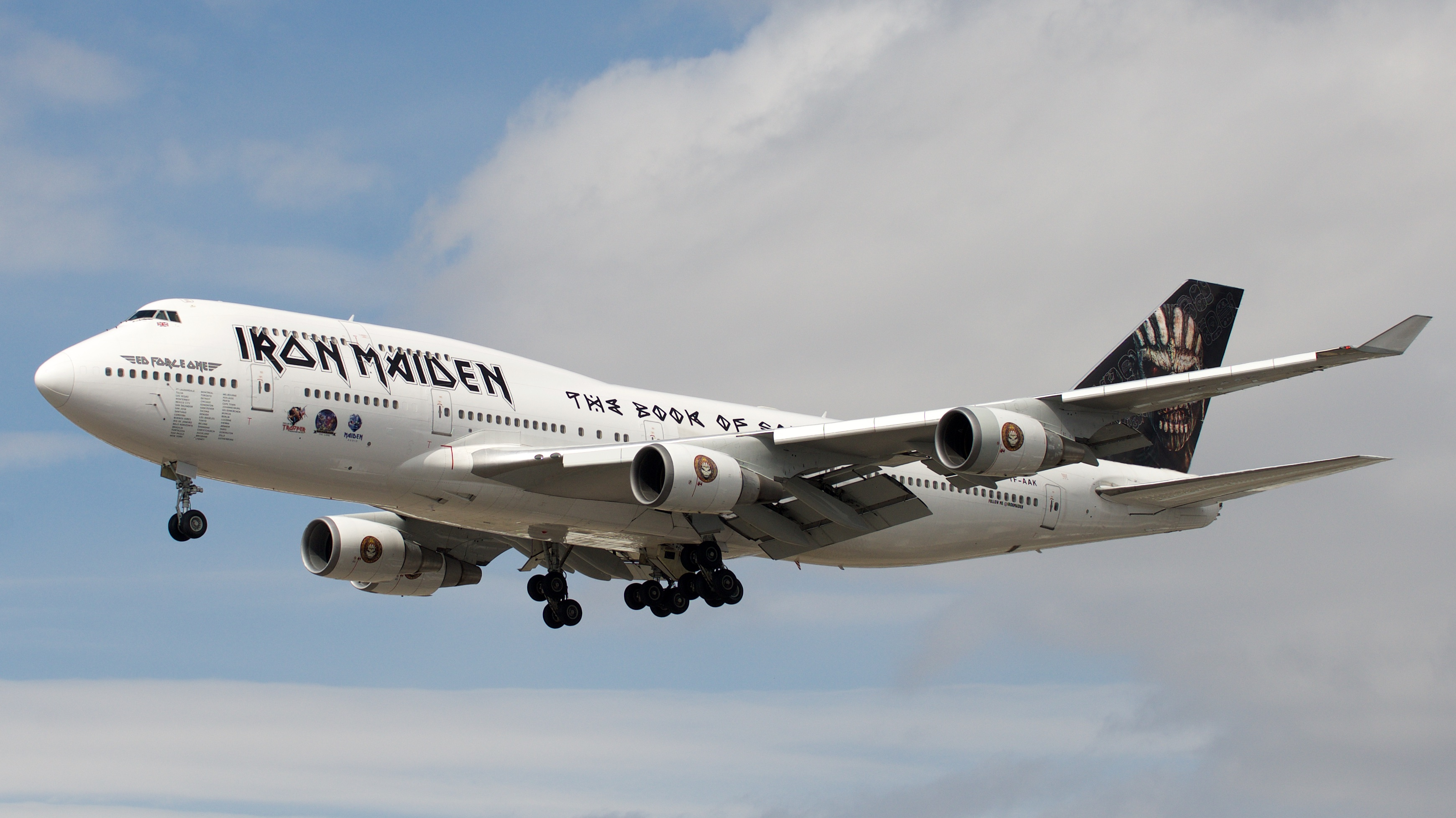
鐵娘子的巡演專機（波音747-400型客機），樂團將它取名為「艾迪一號」。由曾任英國星辰航空公司機長的主唱布魯斯·迪金森自駕

2008年時光倒流之旅巡迴演唱會之前，鐵娘子為了解決後勤問題，委託英國星辰航空公司訂製一架波音757-200型客機（航空器註冊編號：G-OJIB），樂團把這架全客機改裝成客貨兩用機，以便運輸樂團、百餘名隨行工作人員、演出器材和舞台道具，並且也能夠抵達先前去不了的國家演出。飛機也彩繪了鐵娘子樂團標誌與艾迪的頭像，形成巡迴宣傳的話題，吸引很多媒體的關注。然而，因為鐵娘子的關係，當這架飛機出現在其他國家的機場時，有宗教團體認為有惡魔的飛機在附近，而拒絕登機。
這架巡演專機經過官網樂迷投票後，取名為「艾迪一號」。由主唱布魯斯·迪金森擔任機長、親自駕駛。迪金森在90年代退出鐵娘子後，到美國考取了民航運輸駕駛員執照，之後他在星辰航空公司擔任機長。2006年以黎衝突爆發後，他曾親自駕機前往黎巴嫩，接出樂團、利物浦球隊和英國公民。
他駕駛「艾迪一號」的情形也收錄在獲獎紀錄片《鐵娘子：魔鬼航班666》中，該片於2009年4月在四十二個國家的電影院上映。2010年，樂團換了一架飛機（航空器註冊編號：G-STRX），用於終極邊境之旅巡迴演唱會，也配合新專輯主題改變機身的彩繪樣式，該專機也成為2012年《現場實況！》中的紀錄焦點之一。
2016年，靈書之旅的巡演專機升級為波音747-400型大型噴氣式客機（航空器註冊編號：TF-AAK），這也是世界上最知名的飛機型號。由亞特蘭大冰島航空提供，並負責安排飛行權限和燃油補給，伏爾加-第聶伯航空則負責改裝與內飾。這架空中巨無霸裝有四具噴射發動機和雙層甲板，空間更大、速度更快，續航能力也更久。巨大的機身外觀與發動機整流罩上繪有樂團標誌、巡演名稱、巡演城市與艾迪一號的字樣，垂直尾翼則是艾迪的臉。機艙內各處都有艾迪的圖案，所有座椅套和女空服員的領巾也有艾迪一號字樣。
2016年3月12日，在智利的阿圖羅·梅里諾·貝尼特斯准將國際機場停機坪上加油時，因為機場地勤人員的疏失，一輛轉向失靈的大型拖板車撞上「艾迪一號」的引擎，導致飛機左舷的1號及2號發動機嚴重破損，漏出大量燃油、兩名拖車駕駛也受到輕傷。當時樂團成員、工作人員與二十二噸的舞台硬體設備都還沒上飛機，因此並未延誤演唱會。兩具價值四百萬美金的全新發動機、推力反向器、整流罩、零部件、工具和維修技術團隊緊急趕往智利，經過技術團隊二十四小時的輪班修復，「艾迪一號」在事故十天後已完全修復。

## 成員

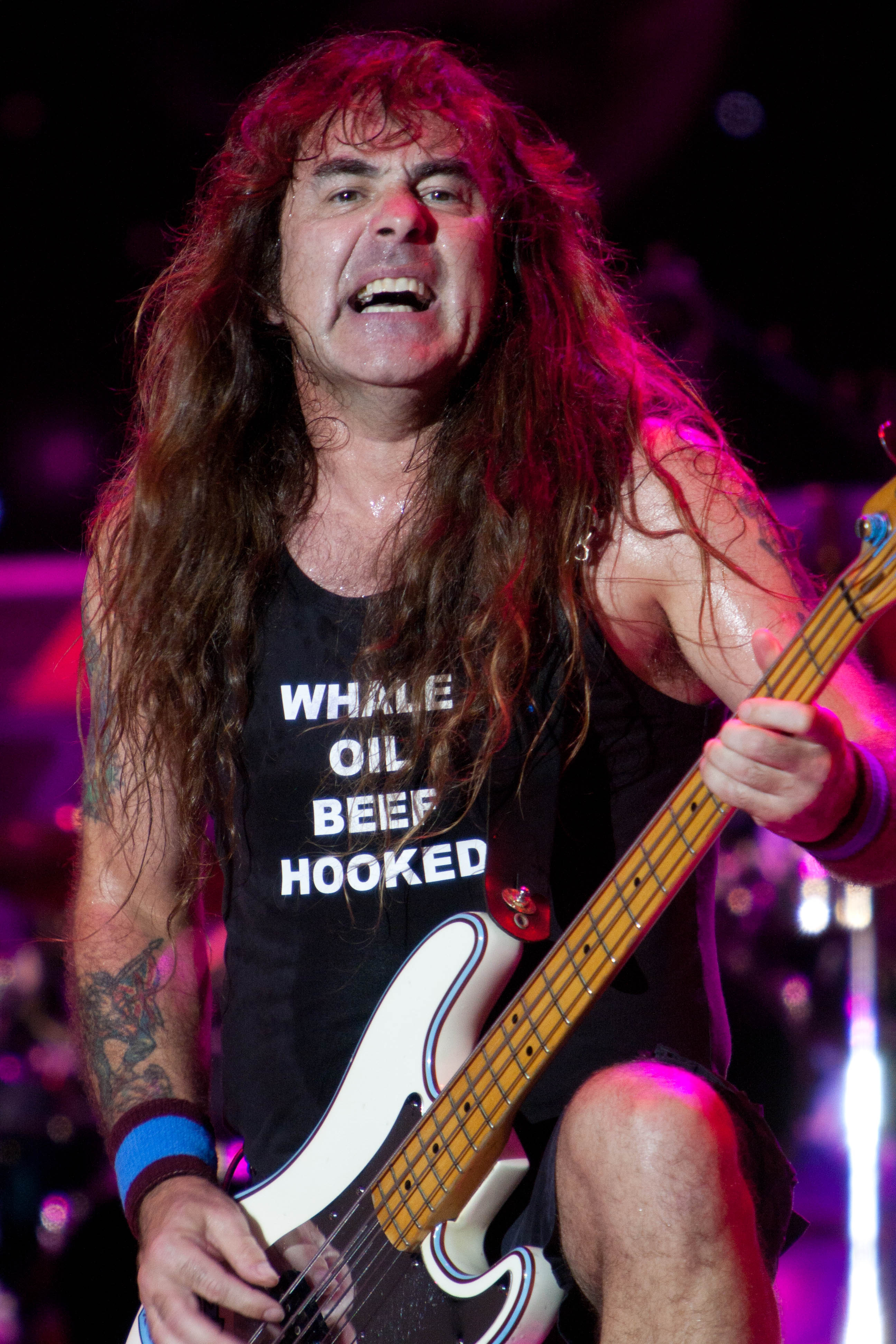
史提夫·哈里斯
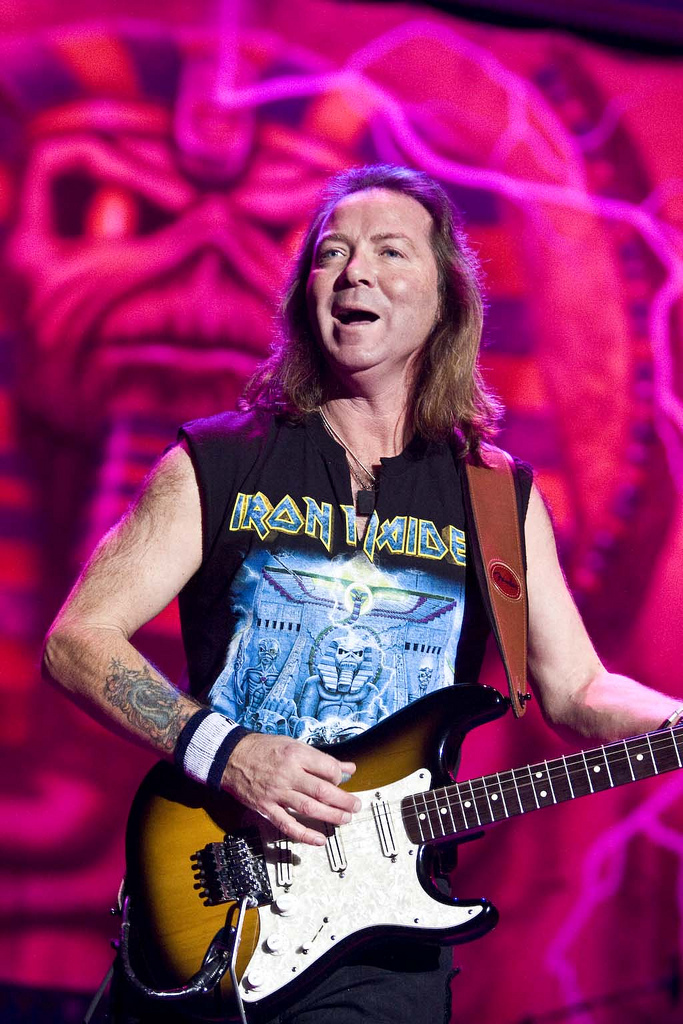
戴夫·莫瑞
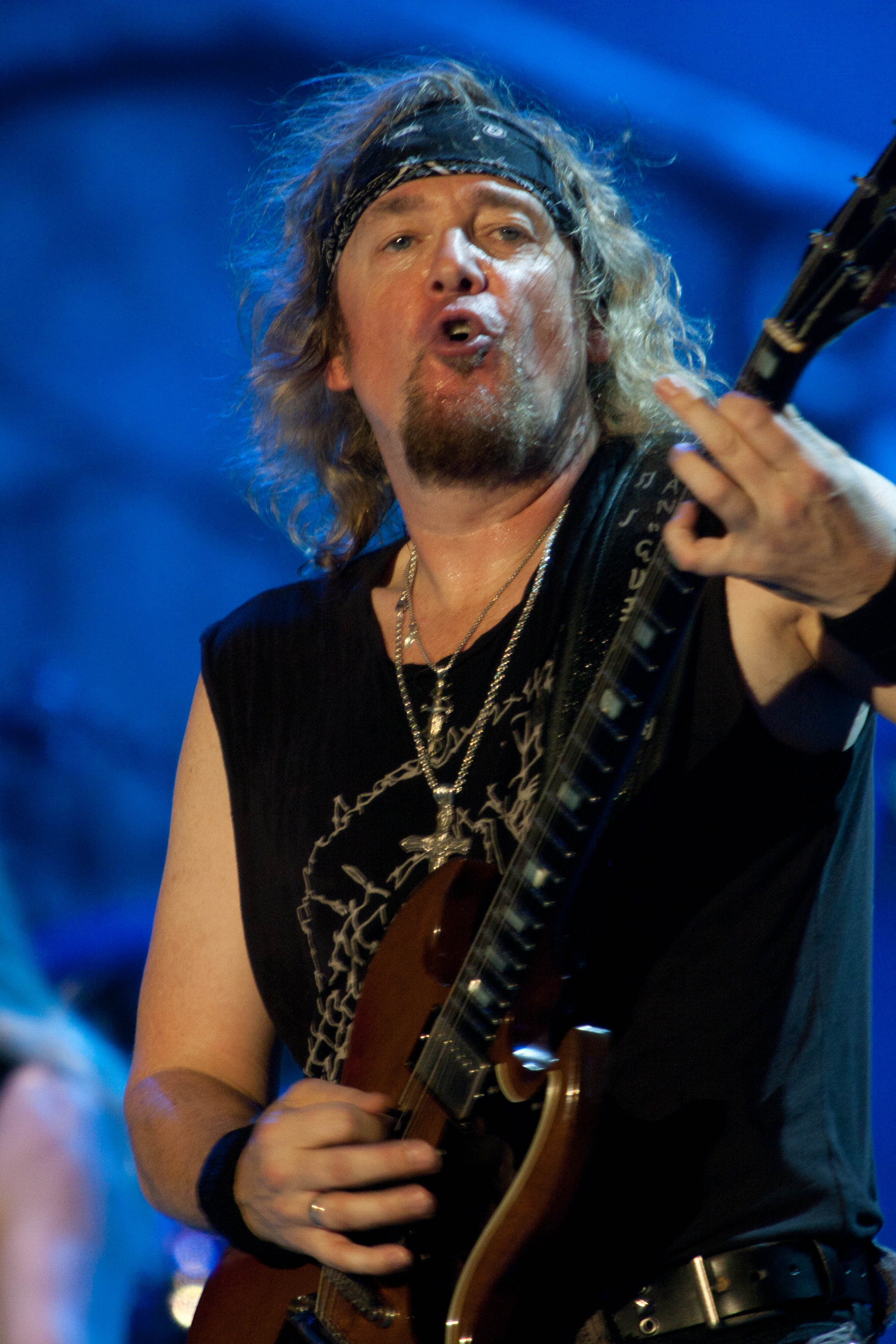
艾德里安·史密斯
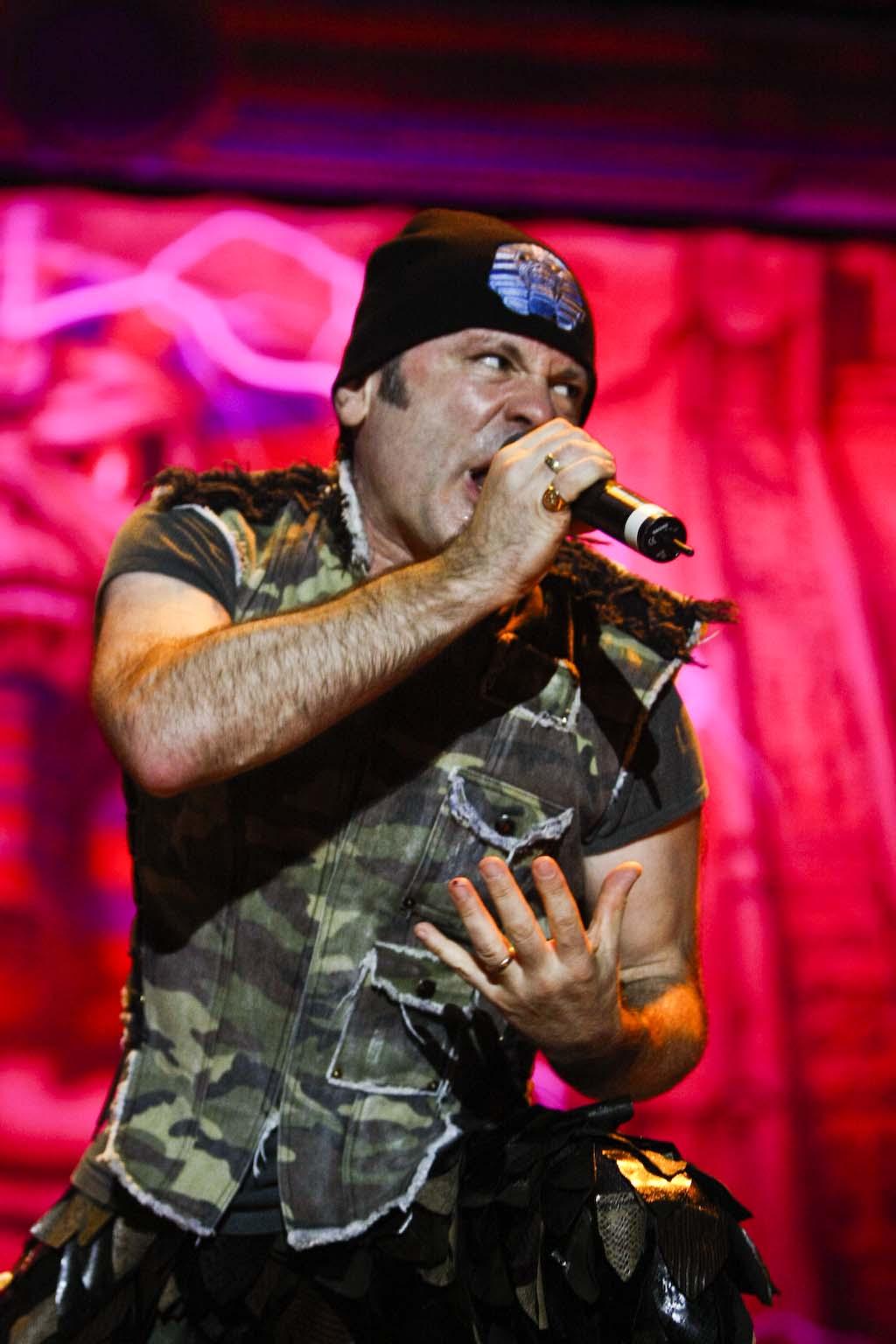
布魯斯·迪金森
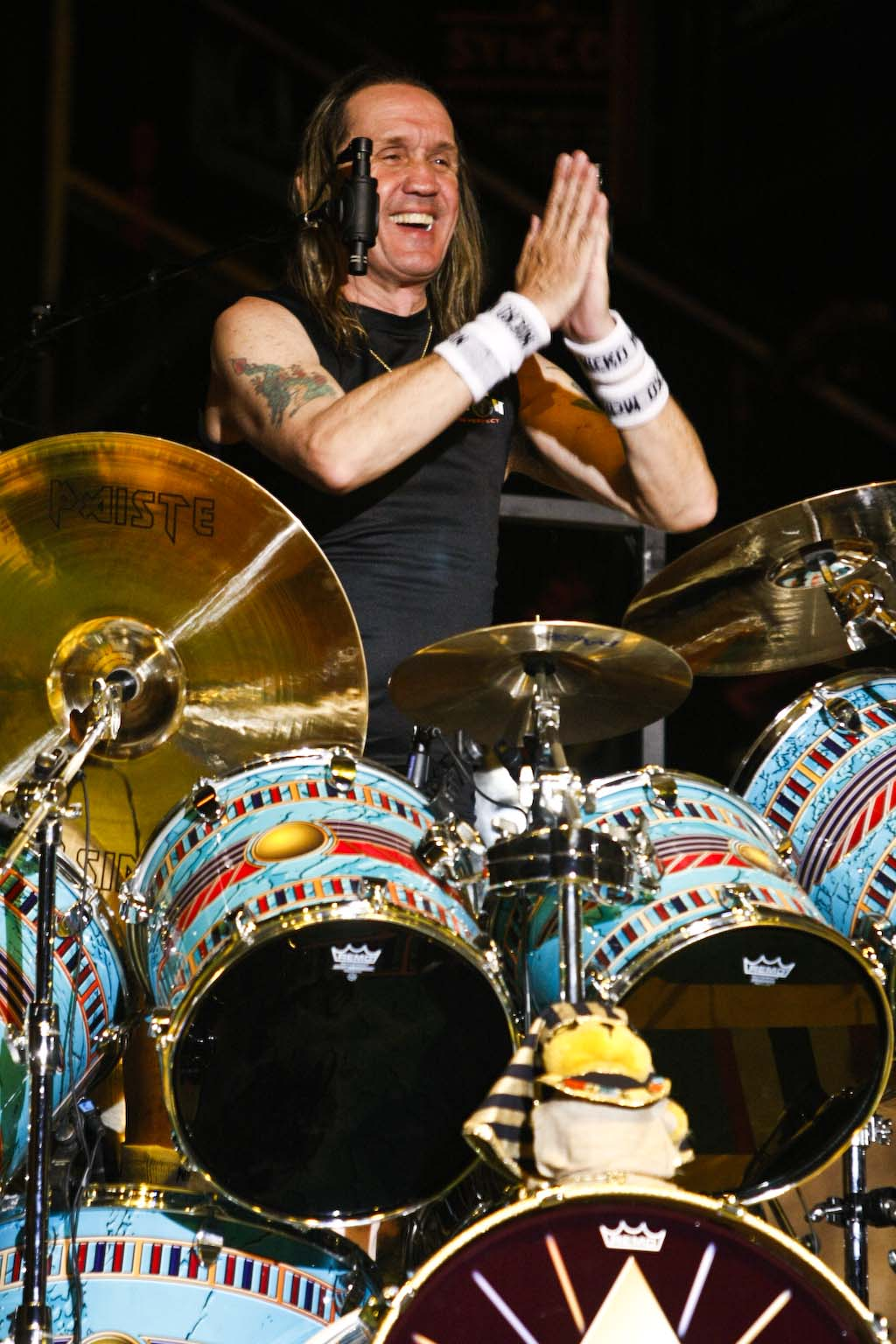
尼可·麥布萊恩
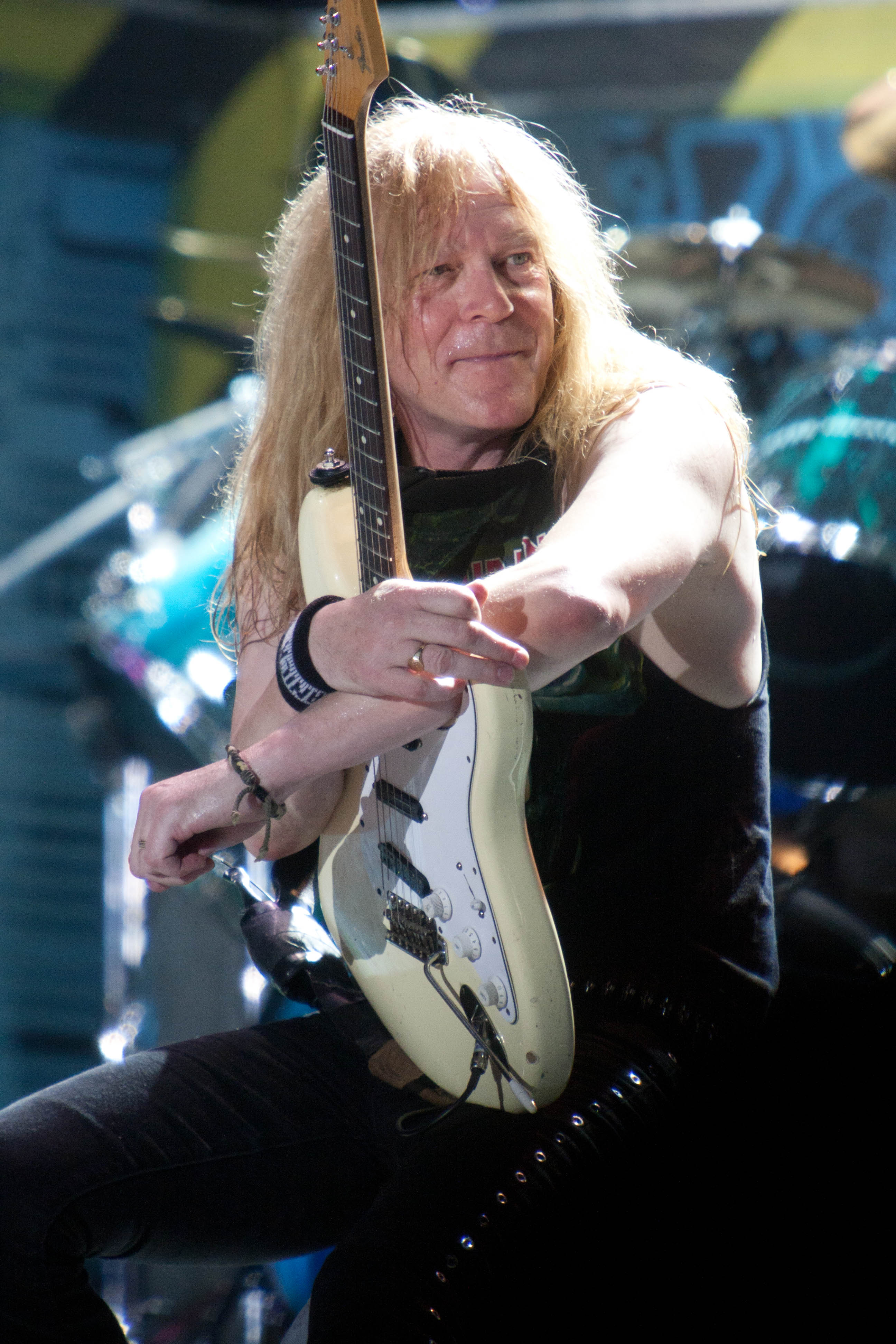
傑尼克·熱爾

| - 史提夫·哈里斯 – 貝斯、和聲（1975年至今），鍵盤（1988年，1998年至今） - 戴夫·莫瑞 – 吉他（1976 - 1977年，1978年至今） - 艾德里安·史密斯 – 吉他、和聲（1980 - 1990年，1999年至今），鍵盤（1988年） - 布魯斯·迪金森 – 主唱（1981 - 1993年，1999年至今），鋼琴（2015年） - 尼可·麥布萊恩 – 鼓、打擊樂（1982年至今） - 傑尼克·熱爾 – 吉他（1990年至今） 現場支援 - 麥可·肯尼 – 鍵盤（1988年至今） | - 保羅·戴 – 主唱（1975 - 1976年） - 泰瑞·蘭斯 – 吉他（1975 - 1976年） - 戴夫·蘇利文 – 吉他（1975 - 1976年） - 羅恩·馬休 – 鼓（1975 - 1977年） - 丹尼斯·威爾科克 – 主唱（1976 - 1978年） - 鮑伯·索耶 – 吉他（1977年） - 泰瑞·瓦普藍 – 吉他（1977 - 1978年） - 貝利·柏基斯 – 鼓（1977年） - 東尼·莫爾 – 鍵盤（1977年） - 道格·桑普森 – 鼓、打擊樂（1977 - 1979年） - 保羅·迪安諾 – 主唱（1978 - 1981年） - 保羅·凱恩斯 – 吉他（1978 - 1979年） - 保羅·陶德 – 吉他（1979年） - 東尼·帕森斯 – 吉他（1979年） - 丹尼斯·斯特拉頓 – 吉他、和聲（1979 - 1980年） - 克萊夫·伯爾 – 鼓、打擊樂（1979 - 1982年） - 布雷斯·貝利 – 主唱（1994 - 1999年） |

## 作品列表
| 錄音室專輯 - 鐵娘子（1980年4月14日） - 殺手（1981年2月2日） - 獸名數目（1982年3月22日） - 殘破心神（1983年5月16日） - 力量之奴（1984年9月3日） - 似曾相識（1986年9月29日） - 生生不息（1988年4月11日） - 死之華（1990年10月1日） - 暗夜之懼（1992年5月11日） - 未知數（1995年10月2日） - 虛擬十一（1998年3月23日） - 美麗新世界（2000年5月29日） - 死亡之舞（2003年9月3日） - 攸關生死（2006年8月25日） - 終極邊境（2010年8月13日） - 靈書（2015年9月4日） - 战术（2021年9月3日） | 現場專輯 - 死後復生（1985年10月14日） - 真實人生（1993年3月22日） - 真實死亡（1993年10月18日） - 多靈頓現場（1993年11月8日） - 巴西搖滾嘉年華（2002年3月25日） - 英國廣播公司檔案（2002年11月4日） - 野獸抵達漢默史密斯（2002年11月4日） - 死神大道（2005年8月29日） - 鐵娘子：魔鬼航班666（2009年5月25日） - 生命極限演唱紀實（2012年3月26日） - 1988英格蘭娘子（2013年3月25日） |

| 影像作品 - 彩虹現場（1981年5月） - 零碎影片（1983年7月） - 鐵幕背後（1985年4月） - 死後復生（1985年10月23日） - 十二年蹉跎歲月（1987年10月） - 英格蘭娘子（1989年11月8日） - 第一個十年：影片（1990年11月） - 地獄永存（1992年10月） - 1992多靈頓現場（1993年11月10日） - 大吵大鬧（1994年5月） - 經典專輯：鐵娘子 - 獸名數目（2001年11月26日） - 巴西搖滾嘉年華（2002年6月10日） - 野獸影像（2003年6月2日） - 鐵娘子的歷史 - 第一部分：初期（2004年11月1日） - 死神大道（2006年2月6日） - 死後復生（2008年2月4日） - 多靈頓獻唱（2008年5月1日） - 鐵娘子：魔鬼航班666（2009年5月25日） - 北國吶喊（2010年4月30日） - 生命極限演唱紀實（2012年3月26日） - 1988英格蘭娘子（2013年3月25日） | 合輯／精選輯 - 野獸精選（1996年9月23日） - 艾德獵人（1999年5月17日） - B面精選（2002年11月4日） - 吾皇愛德華（2002年11月4日） - 鐵娘子必收精選（2005年7月5日） - 時光倒流（2008年5月12日） - 永世恐懼（2011年6月6日） 試聽帶／迷你專輯 - 音樂屋錄音帶（1979年11月9日） - 現場!! 加一（1980年11月） - 日本娘子（1981年9月14日） - 再無謊言（2004年3月29日） 典藏套裝盒組 - 第一個十年（1990年2月12日） - 艾迪的頭（1998年11月30日） - 艾迪檔案盒（2002年11月4日） - 影像光碟合輯（2012年10月15日） - 完整專輯收藏（2014年10月13日） |

## 巡迴演唱會
| 巡迴時間               | 巡演名稱             | 演出陣容      | 演出陣容      | 演出陣容  | 演出陣容        | 演出陣容        | 演出陣容      | 場數 |
| 巡迴時間               | 巡演名稱             | 主唱          | 貝斯手        | 吉他手    | 吉他手          | 吉他手          | 鼓手          | 場數 |
| ---------------------- | -------------------- | ------------- | ------------- | --------- | --------------- | --------------- | ------------- | ---- |
| 1980年2月              | 給媽媽聽的重金屬之旅 | 保羅·迪安諾   | 史提夫·哈里斯 | 戴夫·莫瑞 | 丹尼斯·斯特拉頓 | —               | 克萊夫·伯爾   | 11   |
| 1980年4月 - 1980年12月 | 鐵娘子之旅           | 保羅·迪安諾   | 史提夫·哈里斯 | 戴夫·莫瑞 | 丹尼斯·斯特拉頓 | —               | 克萊夫·伯爾   | 101  |
| 1981年2月 - 1981年12月 | 殺手之旅             | 保羅·迪安諾   | 史提夫·哈里斯 | 戴夫·莫瑞 | 艾德里安·史密斯 | —               | 克萊夫·伯爾   | 118  |
| 1982年2月 - 1982年12月 | 野獸大道之旅         | 布魯斯·迪金森 | 史提夫·哈里斯 | 戴夫·莫瑞 | 艾德里安·史密斯 | —               | 克萊夫·伯爾   | 184  |
| 1983年5月 - 1983年12月 | 世界和平之旅         | 布魯斯·迪金森 | 史提夫·哈里斯 | 戴夫·莫瑞 | 艾德里安·史密斯 | —               | 尼可·麥布萊恩 | 139  |
| 1984年8月 – 1985年7月  | 奴役世界之旅         | 布魯斯·迪金森 | 史提夫·哈里斯 | 戴夫·莫瑞 | 艾德里安·史密斯 | —               | 尼可·麥布萊恩 | 187  |
| 1986年9月 – 1987年5月  | 似曾相識之旅         | 布魯斯·迪金森 | 史提夫·哈里斯 | 戴夫·莫瑞 | 艾德里安·史密斯 | —               | 尼可·麥布萊恩 | 151  |
| 1988年4月 - 1988年12月 | 第七次之旅           | 布魯斯·迪金森 | 史提夫·哈里斯 | 戴夫·莫瑞 | 艾德里安·史密斯 | —               | 尼可·麥布萊恩 | 98   |
| 1990年9月 – 1991年9月  | 無人祈禱之旅         | 布魯斯·迪金森 | 史提夫·哈里斯 | 戴夫·莫瑞 | 傑尼克·熱爾     | —               | 尼可·麥布萊恩 | 106  |
| 1992年6月 - 1992年11月 | 暗夜恐懼之旅         | 布魯斯·迪金森 | 史提夫·哈里斯 | 戴夫·莫瑞 | 傑尼克·熱爾     | —               | 尼可·麥布萊恩 | 65   |
| 1993年3月 - 1993年8月  | 真實人生之旅         | 布魯斯·迪金森 | 史提夫·哈里斯 | 戴夫·莫瑞 | 傑尼克·熱爾     | —               | 尼可·麥布萊恩 | 45   |
| 1995年9月 – 1996年9月  | 未知之旅             | 布雷斯·貝利   | 史提夫·哈里斯 | 戴夫·莫瑞 | 傑尼克·熱爾     | —               | 尼可·麥布萊恩 | 128  |
| 1998年4月 - 1998年12月 | 虛擬十一之旅         | 布雷斯·貝利   | 史提夫·哈里斯 | 戴夫·莫瑞 | 傑尼克·熱爾     | —               | 尼可·麥布萊恩 | 81   |
| 1999年7月 - 1999年10月 | 獵人艾迪之旅         | 布魯斯·迪金森 | 史提夫·哈里斯 | 戴夫·莫瑞 | 傑尼克·熱爾     | 艾德里安·史密斯 | 尼可·麥布萊恩 | 28   |
| 2000年6月 – 2001年6月  | 美麗新世界之旅       | 布魯斯·迪金森 | 史提夫·哈里斯 | 戴夫·莫瑞 | 傑尼克·熱爾     | 艾德里安·史密斯 | 尼可·麥布萊恩 | 81   |
| 2003年5月 - 2003年8月  | 渴望艾迪之旅         | 布魯斯·迪金森 | 史提夫·哈里斯 | 戴夫·莫瑞 | 傑尼克·熱爾     | 艾德里安·史密斯 | 尼可·麥布萊恩 | 55   |
| 2003年10月 – 2004年2月 | 死亡之舞之旅         | 布魯斯·迪金森 | 史提夫·哈里斯 | 戴夫·莫瑞 | 傑尼克·熱爾     | 艾德里安·史密斯 | 尼可·麥布萊恩 | 52   |
| 2005年5月 - 2005年9月  | 艾迪翻轉世界之旅     | 布魯斯·迪金森 | 史提夫·哈里斯 | 戴夫·莫瑞 | 傑尼克·熱爾     | 艾德里安·史密斯 | 尼可·麥布萊恩 | 42   |
| 2006年10月 – 2007年7月 | 攸關生死之旅         | 布魯斯·迪金森 | 史提夫·哈里斯 | 戴夫·莫瑞 | 傑尼克·熱爾     | 艾德里安·史密斯 | 尼可·麥布萊恩 | 57   |
| 2008年2月 – 2009年4月  | 時光倒流之旅         | 布魯斯·迪金森 | 史提夫·哈里斯 | 戴夫·莫瑞 | 傑尼克·熱爾     | 艾德里安·史密斯 | 尼可·麥布萊恩 | 90   |
| 2010年6月 – 2011年8月  | 終極邊境之旅         | 布魯斯·迪金森 | 史提夫·哈里斯 | 戴夫·莫瑞 | 傑尼克·熱爾     | 艾德里安·史密斯 | 尼可·麥布萊恩 | 98   |
| 2012年6月 – 2014年7月  | 英格蘭娘子之旅       | 布魯斯·迪金森 | 史提夫·哈里斯 | 戴夫·莫瑞 | 傑尼克·熱爾     | 艾德里安·史密斯 | 尼可·麥布萊恩 | 100  |
| 2016年2月 – 2017年5月  | 靈書之旅             | 布魯斯·迪金森 | 史提夫·哈里斯 | 戴夫·莫瑞 | 傑尼克·熱爾     | 艾德里安·史密斯 | 尼可·麥布萊恩 | 91   |

## 外部連結
- 官方網站 （页面存档备份，存于）（英文）
- 官方部落格 （页面存档备份，存于）（英文）
- 鐵娘子樂團的Facebook專頁
- 鐵娘子樂團的X（前Twitter）
- 鐵娘子官方的YouTube頻道 （页面存档备份，存于）